# Produção primária marinha

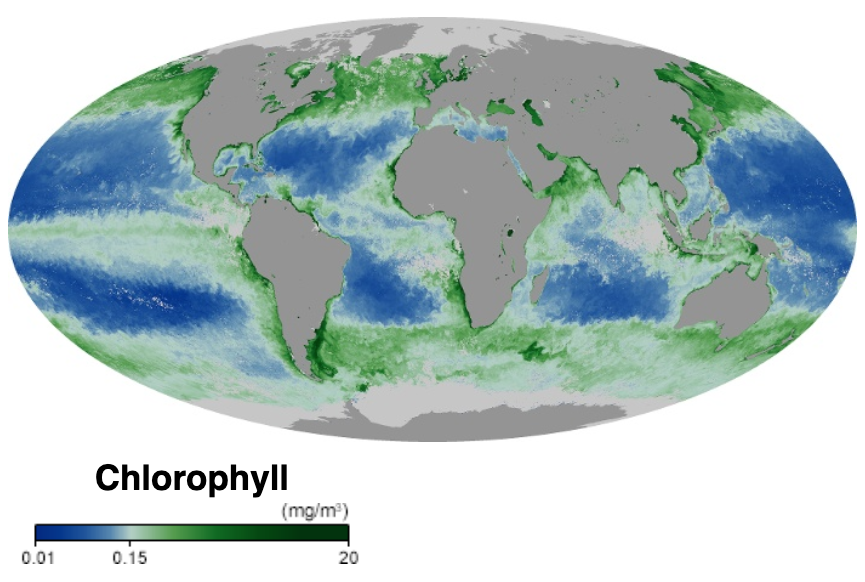
Concentração de clorofila no oceano como um indicador da produção primária marinha. Verde indica alta presença de fitoplâncton, enquanto azul indica baixa presença. – Observatório Terrestre da NASA, 2019.

A produção primária marinha é a síntese química no oceano de compostos orgânicos a partir de dióxido de carbono atmosférico ou dissolvido. Esse processo ocorre principalmente por meio da fotossíntese, que utiliza a luz solar como fonte de energia, mas também por quimiossíntese, que utiliza a oxidação ou redução de compostos químicos inorgânicos como fonte de energia. Quase toda a vida na Terra depende direta ou indiretamente da produção primária. Os organismos responsáveis pela produção primária são chamados de produtores primários ou autotróficos.
A maior parte da produção primária marinha é gerada por uma coleção diversa de micro-organismos marinhos [en] chamados algas e cianobactérias. Juntos, esses formam os principais produtores primários na base da cadeia alimentar oceânica e produzem metade do oxigênio do mundo. Os produtores primários marinhos sustentam quase toda a vida animal marinha, gerando praticamente todo o oxigênio e alimento que os animais marinhos necessitam para sobreviver. Alguns produtores primários marinhos também são engenheiros de ecossistemas [en], que modificam o ambiente e fornecem habitats para outras formas de vida marinha.
A produção primária no oceano pode ser contrastada com a produção primária em terra. Globalmente, o oceano e a terra produzem aproximadamente a mesma quantidade de produção primária, mas no oceano ela vem principalmente de cianobactérias e algas, enquanto em terra provém principalmente de plantas vasculares.
As algas marinhas incluem as microalgas, amplamente invisíveis e frequentemente unicelulares, que, junto com as cianobactérias, formam o fitoplâncton oceânico, além das macroalgas, mais visíveis e complexas, comumente chamadas de algas marinhas. As algas marinhas são encontradas em áreas costeiras, vivendo no fundo das plataformas continentais e sendo arrastadas para as zonas entremarés. Algumas algas marinhas derivam com o plâncton nas águas superficiais iluminadas pelo sol (zona epipelágica) do oceano aberto. No período Siluriano, alguns fitoplanctons evoluíram para algas vermelhas, algas castanhas e algas verdes. Essas algas então invadiram a terra e começaram a evoluir para as plantas terrestres que conhecemos hoje. Mais tarde, no Cretáceo, algumas dessas plantas terrestres retornaram ao mar como manguezais e ervas marinhas. Estas são encontradas ao longo das costas em regiões entremarés e nas águas salobras de estuários. Além disso, algumas ervas marinhas, como as algas marinhas, podem ser encontradas a profundidades de até 50 m em fundos moles e duros da plataforma continental.

## Produtores primários marinhos
Os produtores primários são organismos autotróficos que produzem seu próprio alimento em vez de consumir outros organismos. Isso significa que os produtores primários são o ponto de partida na cadeia alimentar para organismos heterotróficos que consomem outros organismos. Alguns produtores primários marinhos são bactérias e arqueas especializadas que são quimiotróficas, produzindo seu próprio alimento ao se reunir em torno de fontes hidrotermais e emanações frias e utilizando quimiossíntese. No entanto, a maior parte da produção primária marinha vem de organismos que utilizam a fotossíntese com o dióxido de carbono dissolvido na água. Esse processo usa energia da luz solar para converter água e dióxido de carbono:186–187 em açúcares que podem ser usados tanto como fonte de energia química quanto como moléculas orgânicas utilizadas nos componentes estruturais das células.:1242 Os produtores primários marinhos são importantes porque sustentam quase toda a vida animal marinha, gerando a maior parte do oxigênio e do alimento que fornecem aos outros organismos a energia química necessária para sua existência.
Os principais produtores primários marinhos são cianobactérias, algas e plantas marinhas. O oxigênio liberado como subproduto da fotossíntese é necessário para quase todos os seres vivos realizarem a respiração celular. Além disso, os produtores primários influenciam os ciclos globais do carbono e da água. Eles estabilizam áreas costeiras e podem fornecer habitats para animais marinhos. O termo divisão tem sido tradicionalmente usado em vez de filo ao discutir produtores primários, embora o Código Internacional de Nomenclatura para Algas, Fungos e Plantas agora aceite os termos como equivalentes.
Em uma inversão do padrão em terra, nos oceanos, quase toda a fotossíntese é realizada por algas e cianobactérias, com uma pequena fração contribuída por plantas vasculares terrestres e outros grupos. As algas abrangem uma gama diversificada de organismos, desde células flutuantes individuais até algas marinhas fixas. Elas incluem organismos fotoautotróficos de vários grupos. Eubactérias são importantes fotossintetizantes em ecossistemas oceânicos e terrestres, e enquanto algumas arqueias são fototróficas, nenhuma é conhecida por utilizar fotossíntese que libera oxigênio. Vários eucariotos são contribuintes significativos para a produção primária no oceano, incluindo algas verdes, algas castanhas e algas vermelhas, além de um grupo diversificado de seres unicelulares. Plantas vasculares também estão representadas no oceano por grupos como as ervas marinhas.
Diferentemente dos ecossistemas terrestres, a maioria da produção primária no oceano é realizada por organismos microscópicos de vida livre chamados fitoplâncton. Estima-se que metade do oxigênio do mundo seja produzida pelo fitoplâncton. Autotróficos maiores, como ervas marinhas e macroalgas, são geralmente confinados a zonas litorâneas e águas rasas adjacentes, onde podem se fixar ao substrato subjacente, mas ainda estar dentro da zona fótica. Há exceções, como as algas castanhas do gênero Sargassum, mas a grande maioria da produção de flutuação livre ocorre em organismos microscópicos.
Os fatores que limitam a produção primária no oceano também são muito diferentes daqueles em terra. A disponibilidade de água, obviamente, não é um problema (embora sua salinidade possa ser). Da mesma forma, a temperatura, embora afete as taxas metabólicas, varia menos amplamente no oceano do que em terra, porque a capacidade térmica da água do mar amortece as mudanças de temperatura, e a formação de gelo marinho a isola em temperaturas mais baixas. No entanto, a disponibilidade de luz, a fonte de energia para a fotossíntese, e nutrientes minerais, os blocos de construção para o crescimento, desempenham papéis cruciais na regulação da produção primária no oceano. Modelos de sistemas terrestres disponíveis sugerem que mudanças biogeoquímicas contínuas no oceano podem desencadear reduções na produção primária líquida (PPL) oceânica entre 3% e 10% dos valores atuais, dependendo do cenário de emissões.
Em 2020, pesquisadores relataram que medições das últimas duas décadas da produção primária no Oceano Ártico mostram um aumento de quase 60% devido a maiores concentrações de fitoplâncton. Eles hipotetizam que novos nutrientes estão fluindo de outros oceanos e sugerem que isso significa que o Oceano Ártico pode ser capaz de suportar uma produção em níveis tróficos mais altos e uma fixação de carbono adicional no futuro.

## Cianobactérias
As cianobactérias são um filo (divisão) de bactérias, variando de unicelulares a filamentosas e incluindo espécies coloniais, que fixam carbono inorgânico em compostos orgânicos de carbono. Elas são encontradas em quase todos os lugares na Terra: em solos úmidos, em ambientes de água doce e marinhos, e até em rochas antárticas. Em particular, algumas espécies ocorrem como células flutuantes no oceano e, como tal, estavam entre os primeiros fitoplanctons. Essas bactérias funcionam como algas, pois podem processar nitrogênio da atmosfera quando não há nitrogênio no oceano.

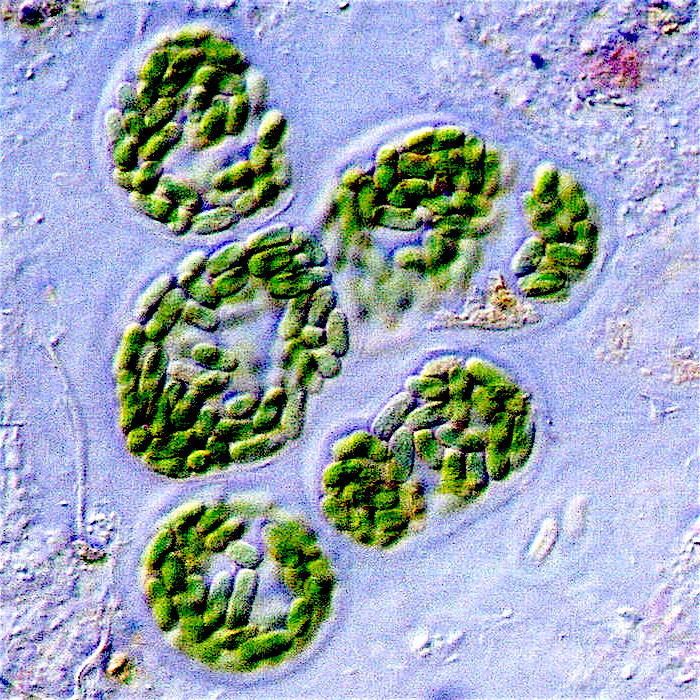
Cianobactérias de um tapete microbiano. As cianobactérias foram os primeiros organismos a liberar oxigênio via fotossíntese.

Os primeiros produtores primários que usaram a fotossíntese foram cianobactérias oceânicas há cerca de 2,3 bilhões de anos. A liberação de oxigênio molecular pelas cianobactérias como subproduto da fotossíntese induziu mudanças globais no ambiente da Terra. Como o oxigênio era tóxico para a maioria da vida na Terra na época, isso levou à quase extinção de organismos intolerantes ao oxigênio, uma mudança dramática que redirecionou a evolução das principais espécies de animais e plantas.

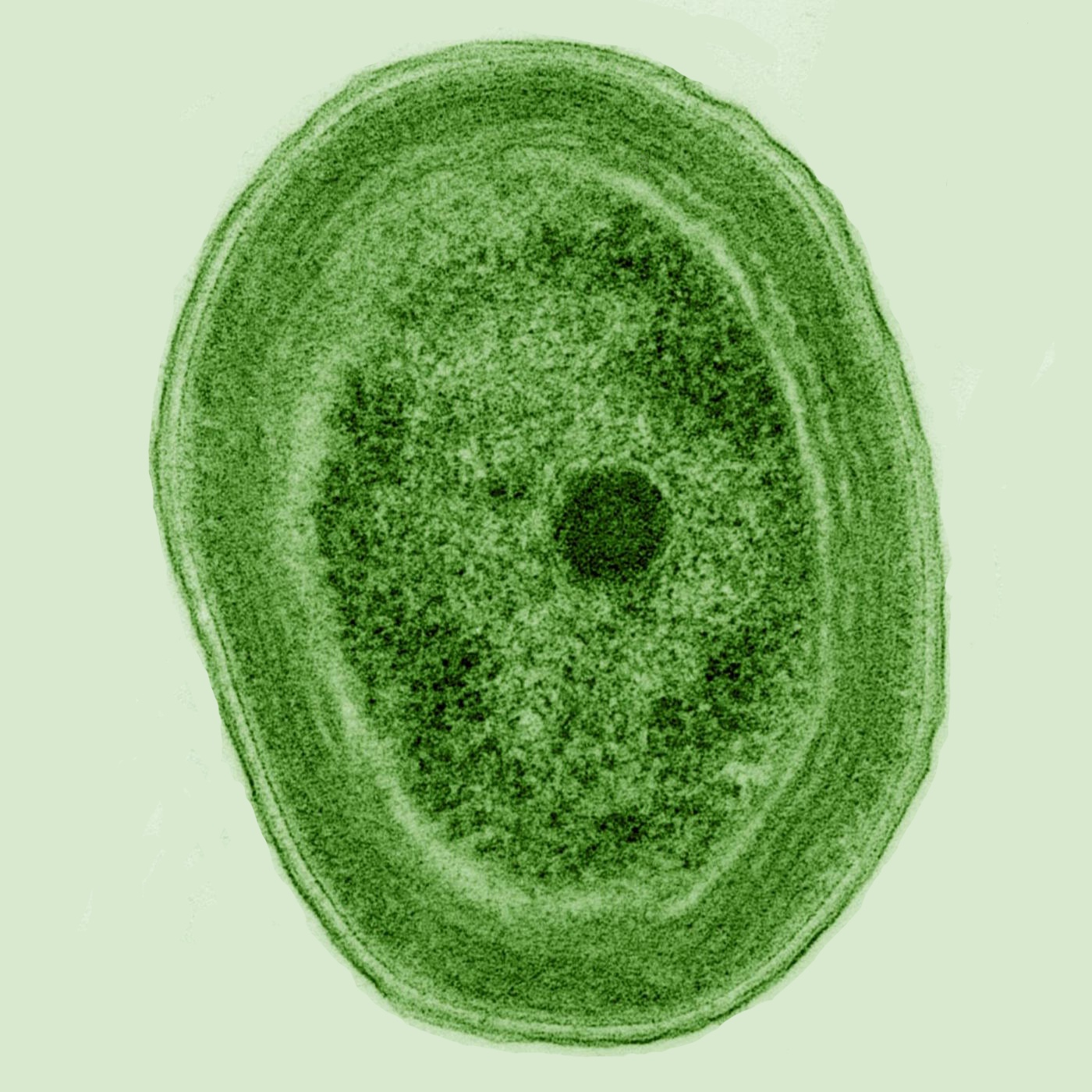
Prochlorococcus marinus.

A pequena cianobactéria marinha Prochlorococcus [en], descoberta em 1986, forma hoje parte da base da cadeia alimentar oceânica e é responsável por mais da metade da fotossíntese do oceano aberto e por cerca de 20% do oxigênio na atmosfera terrestre. É possivelmente o gênero mais abundante na Terra: um único mililitro de água superficial do mar pode conter 100.000 células ou mais.
Originalmente, os biólogos pensavam que as cianobactérias eram algas e as chamavam de "algas verde-azuladas". A visão mais recente é que as cianobactérias são bactérias e, portanto, não pertencem ao mesmo reino biológico que as algas. A maioria das autoridades exclui todos os procariotos, e portanto as cianobactérias, da definição de algas.

## Pigmentos biológicos
Pigmentos biológicos são qualquer material colorido em células de plantas ou animais. Todos os pigmentos biológicos absorvem seletivamente certos comprimentos de onda da luz enquanto refletem outros. A função primária dos pigmentos nas plantas é a fotossíntese, que utiliza o pigmento verde clorofila e vários pigmentos coloridos que absorvem o máximo possível de energia luminosa. A clorofila é o pigmento primário nas plantas; é uma clorina [en] que absorve comprimentos de onda amarelos e azuis da luz enquanto reflete o verde. É a presença e a abundância da clorofila que dá às plantas sua cor verde. As algas verdes e as plantas possuem duas formas desse pigmento: clorofila a e clorofila b. As grandes algas da ordem Laminariales, diatomáceas e outros heterocontos fotossintéticos contêm clorofila c em vez de b, enquanto as algas vermelhas possuem apenas clorofila a. Todas as clorofilas servem como o principal meio para as plantas interceptarem a luz para "alimentar" a fotossíntese.

### Cloroplastos

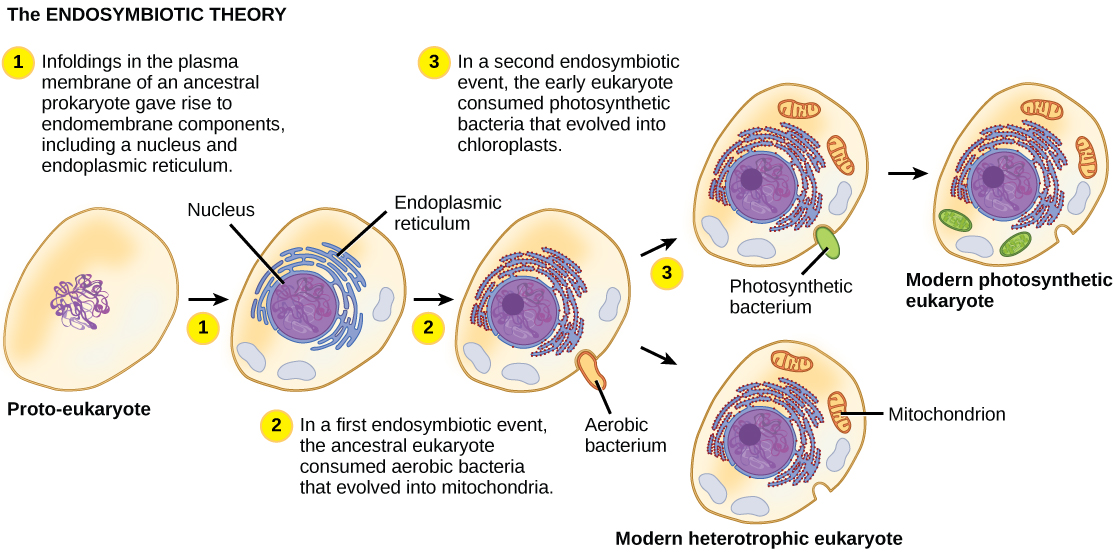
Endossimbiose - O primeiro eucarioto pode ter se originado de um procarioto ancestral que passou por proliferação de membranas, compartimentalização de funções celulares (em um núcleo, lisossomos e retículo endoplasmático) e estabeleceu relações endossimbióticas com um procarioto aeróbico e, em alguns casos, um procarioto fotossintético, formando mitocôndrias e cloroplastos, respectivamente.

Os cloroplastos (do grego chloros, verde, e plastes, "o que forma") são organelas que realizam a fotossíntese, onde o pigmento fotossintético clorofila captura a energia da luz solar, converte-a e armazena-a em moléculas de armazenamento de energia, enquanto libera oxigênio da água em células de plantas e algas. Eles então utilizam a energia armazenada para produzir moléculas orgânicas a partir de dióxido de carbono em um processo conhecido como ciclo de Calvin.
Um cloroplasto é um tipo de organela conhecido como plastídeo, caracterizado por suas duas membranas e uma alta concentração de clorofila. Eles são altamente dinâmicos — circulam e são movidos dentro das células vegetais, e ocasionalmente se dividem em dois para se reproduzir. Seu comportamento é fortemente influenciado por fatores ambientais, como a cor e a intensidade da luz. Cloroplastos, assim como mitocôndrias, contêm seu próprio DNA, que se acredita ser herdado de seu ancestral — uma cianobactéria fotossintética que foi "engolida" por uma célula eucariótica inicial. Cloroplastos não podem ser produzidos pela célula vegetal e devem ser herdados por cada célula filha durante a divisão celular.
A maioria dos cloroplastos provavelmente pode ser rastreada até um único evento endossimbiótico, quando uma cianobactéria foi engolida por um eucarioto. Apesar disso, cloroplastos podem ser encontrados em um conjunto extremamente amplo de organismos, alguns nem mesmo diretamente relacionados entre si — uma consequência de muitos eventos endossimbióticos secundários e até terciários.

### Rodopsina microbiana

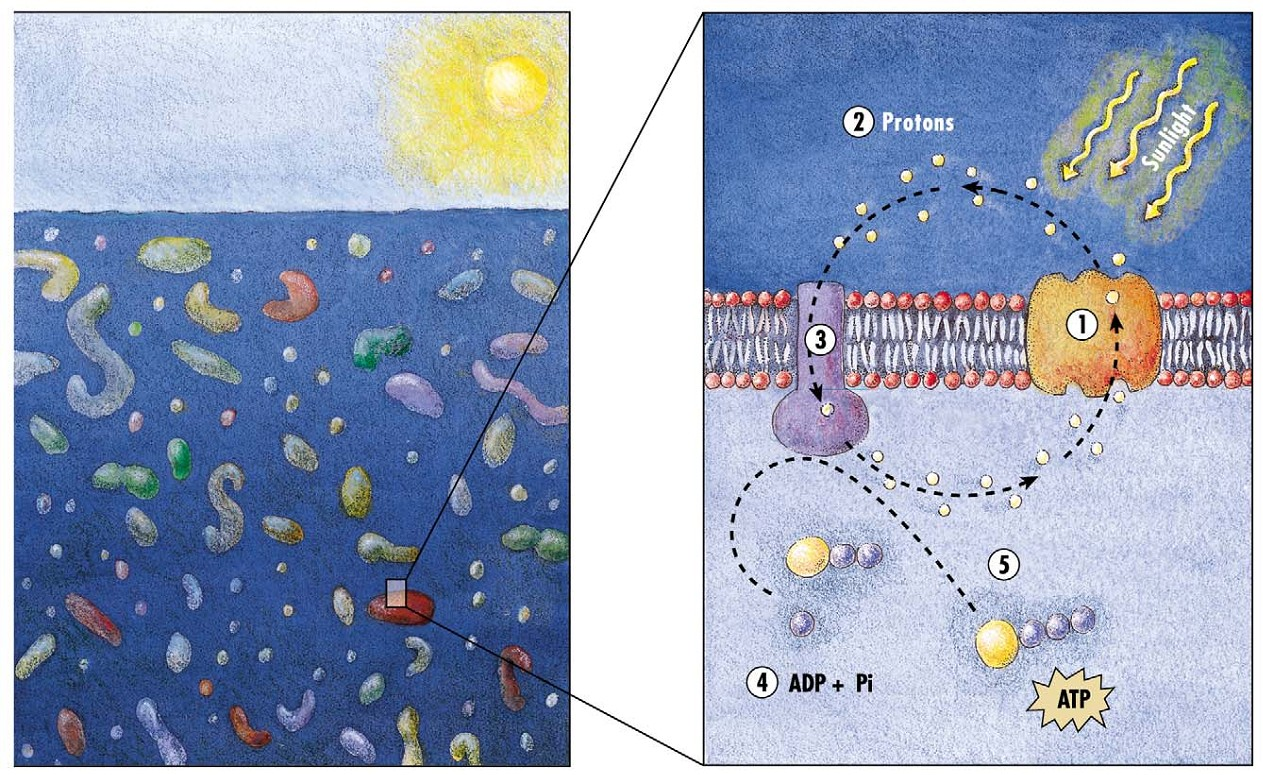
Modelo do mecanismo de geração de energia em bactérias marinhas:(1) Quando a luz solar atinge uma molécula de rodopsina (2) ela altera sua configuração, expelindo um próton da célula. (3) O potencial químico faz o próton retornar à célula, (4) gerando energia (5) na forma de adenosina trifosfato.

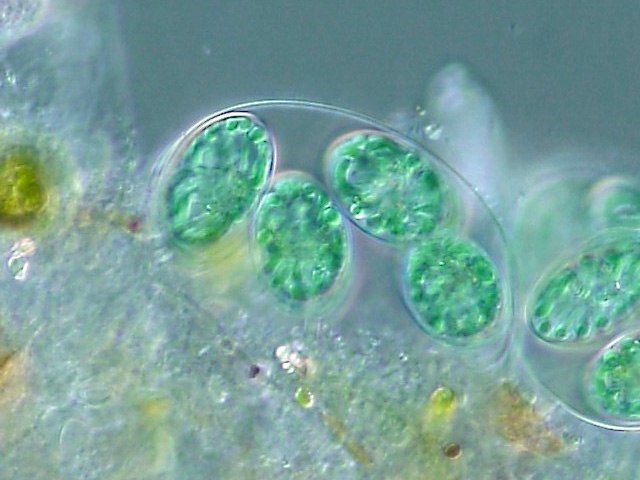
Os cloroplastos de glaucófitas possuem uma camada de peptidoglicano, evidência que sugere sua origem endossimbiótica a partir de cianobactérias.

O metabolismo fototrófico depende de um dos três pigmentos conversores de energia: clorofila, bacterioclorofila e retinal. O retinal é o cromóforo encontrado em rodopsinas. A importância da clorofila na conversão de energia luminosa é conhecida há décadas, mas a fototrofia baseada em pigmentos de retinal está apenas começando a ser estudada.

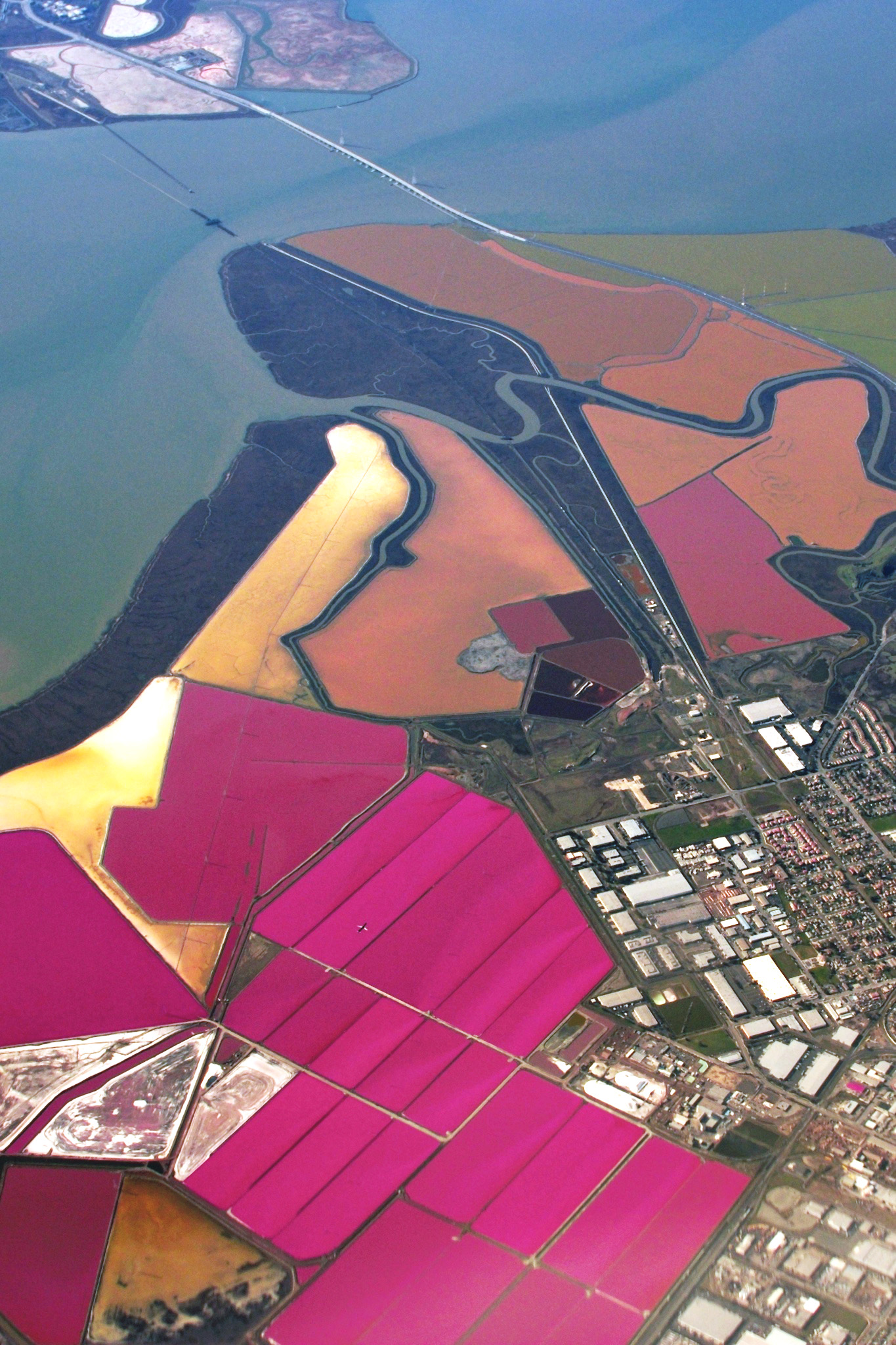
Halobactérias em tanques de evaporação de sal coloridas de roxo por bacteriorrodopsina.

Em 2000, uma equipe de microbiologistas liderada por Edward DeLong fez uma descoberta crucial para a compreensão dos ciclos marinhos de carbono e energia. Eles descobriram um gene em várias espécies de bactérias responsável pela produção da proteína rodopsina, até então desconhecida em bactérias. Essas proteínas, encontradas nas membranas celulares, são capazes de converter energia luminosa em energia bioquímica devido a uma mudança na configuração da molécula de rodopsina quando atingida pela luz solar, causando o bombeamento de um próton de dentro para fora e um fluxo subsequente que gera energia. As rodopsinas semelhantes às de arqueias foram posteriormente encontradas em diferentes táxons, incluindo protistas, bactérias e arqueias, embora sejam raras em organismos multicelulares complexos.
Pesquisas em 2019 mostram que essas "bactérias captadoras de sol" são mais disseminadas do que se pensava anteriormente e podem alterar como os oceanos são afetados pelo aquecimento global. "As descobertas rompem com a interpretação tradicional da ecologia marinha encontrada em livros didáticos, que afirma que quase toda a luz solar no oceano é capturada pela clorofila nas algas. Em vez disso, bactérias equipadas com rodopsina funcionam como carros híbridos, alimentadas por matéria orgânica quando disponível — como a maioria das bactérias — e pela luz solar quando os nutrientes são escassos."
Há uma conjectura astrobiológica chamada "hipótese da Terra roxa", que supõe que as formas de vida originais na Terra eram baseadas em retinal em vez de clorofila, o que teria feito a Terra parecer roxa em vez de verde.

## Algas marinhas

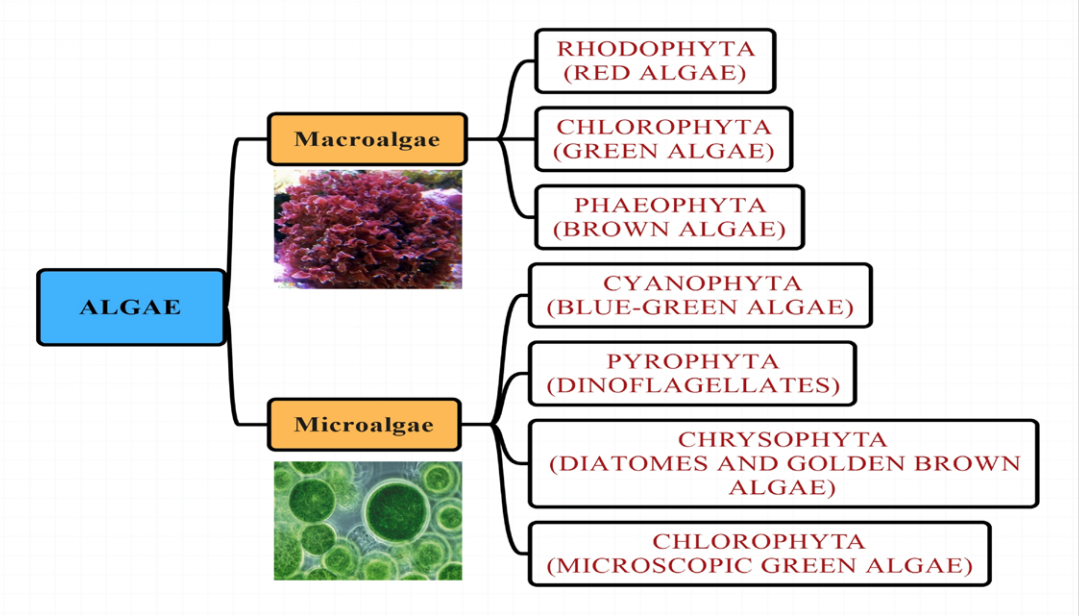
Classificação geral das algas.

Algas é um termo informal para uma coleção ampla e diversa de organismos eucarióticos fotossintéticos que não são necessariamente próximos em termos evolutivos e, portanto, são polifiléticos. Diferentemente das plantas superiores, as algas não possuem raízes, caules ou folhas.

### Grupos de algas
As algas marinhas têm sido tradicionalmente classificadas em grupos como: algas verdes, algas vermelhas, algas castanhas, diatomáceas, cocolitoforídeos e dinoflagelados.

#### Algas verdes
As algas verdes vivem a maior parte de suas vidas como células únicas ou são filamentosas, enquanto outras formam colônias compostas por longas cadeias de células ou são algas marinhas macroscópicas altamente diferenciadas. Elas formam um grupo informal contendo cerca de 8.000 espécies reconhecidas.

#### Algas vermelhas

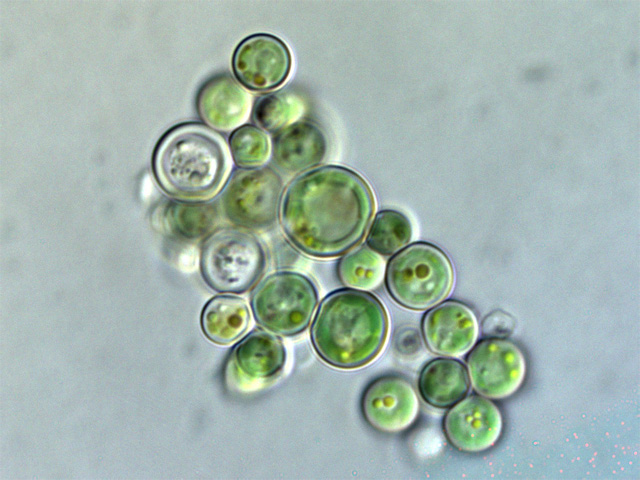
Colônia de Cyanidiophyceae, uma classe de algas vermelhas unicelulares.
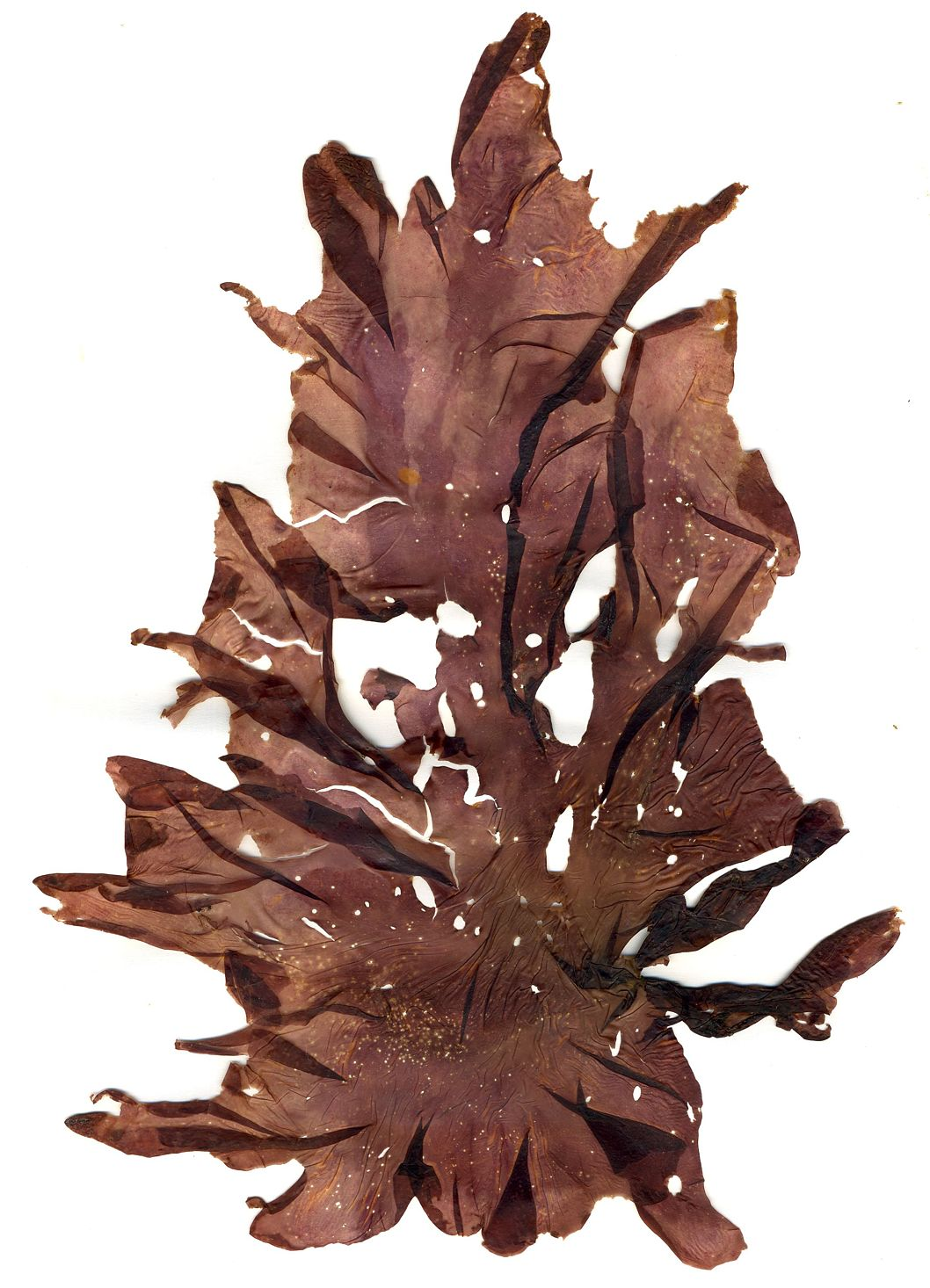
A alga marinha Porphyra umbilicalis.

As algas vermelhas modernas são majoritariamente multicelulares com células diferenciadas e incluem muitas macroalgas notáveis. Como algas coralinas, elas desempenham um papel importante na ecologia dos recifes de coral. Elas formam um filo contendo cerca de 7.000 espécies reconhecidas.

#### Algas castanhas
As algas castanhas são majoritariamente multicelulares e também incluem muitas macroalgas, incluindo florestas de algas Laminariales. Elas formam uma classe contendo cerca de 2.000 espécies reconhecidas.

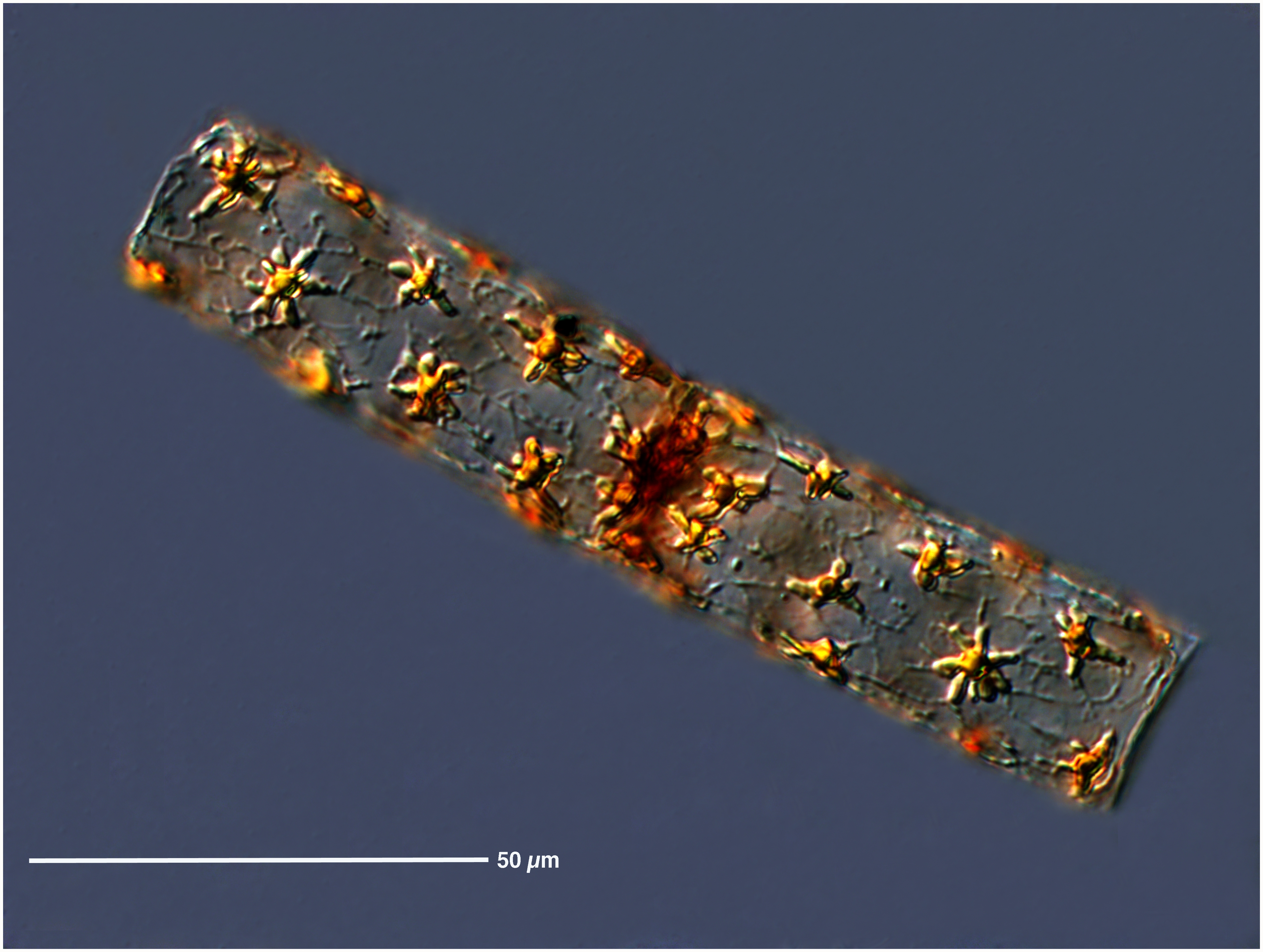
Diatomácea em forma de estrela.

#### Diatomáceas
No total, cerca de 45% da produção primária nos oceanos é feita por diatomáceas.

#### Cocolitoforídeos
Os cocolitoforídeos são quase exclusivamente marinhos e encontrados em grande número na zona iluminada do oceano. Eles possuem placas de carbonato de cálcio de função incerta chamadas "cocolitos", que são importantes micrófósseis.

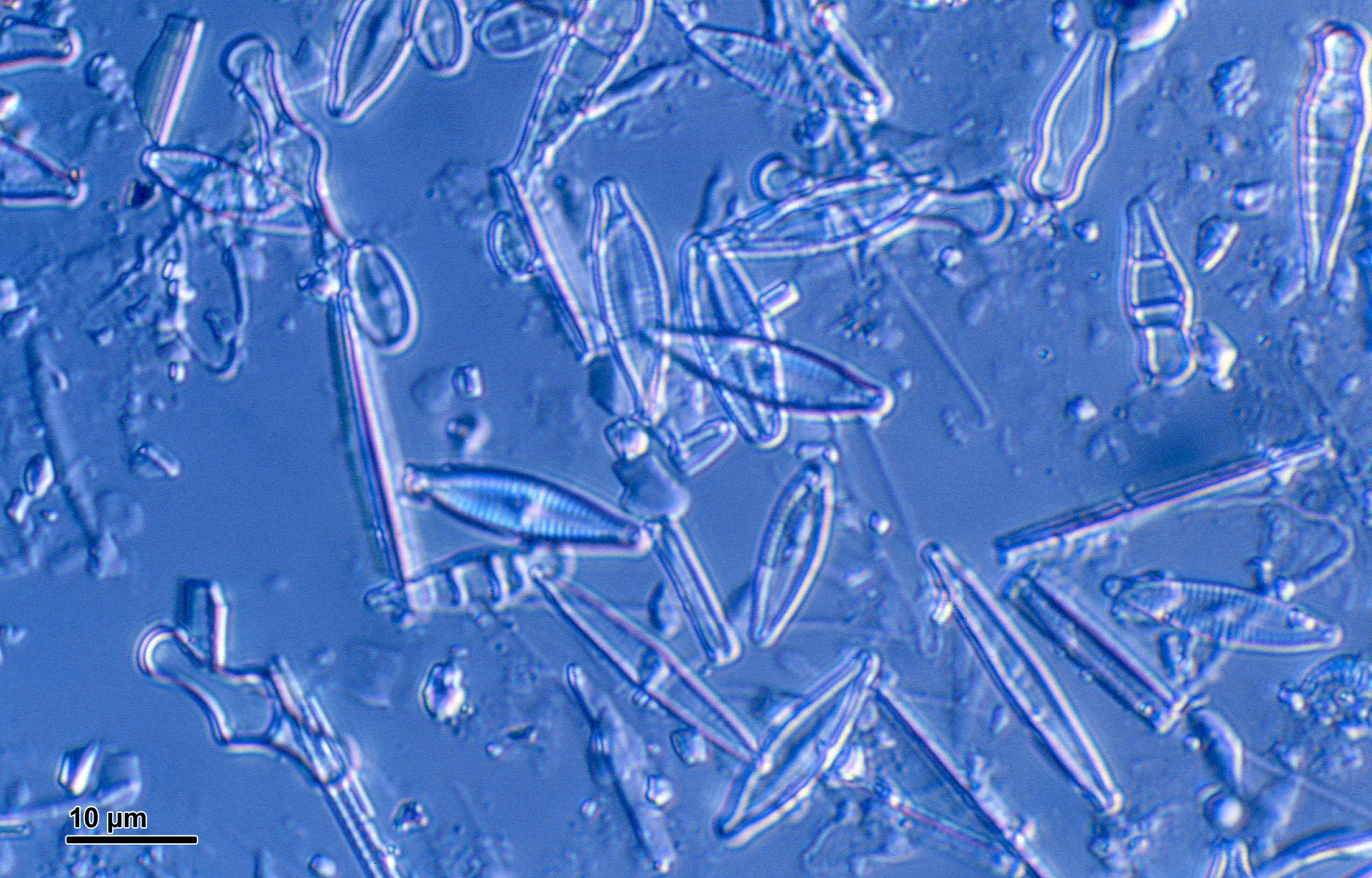
Diatomáceas são um dos tipos mais comuns de fitoplâncton.
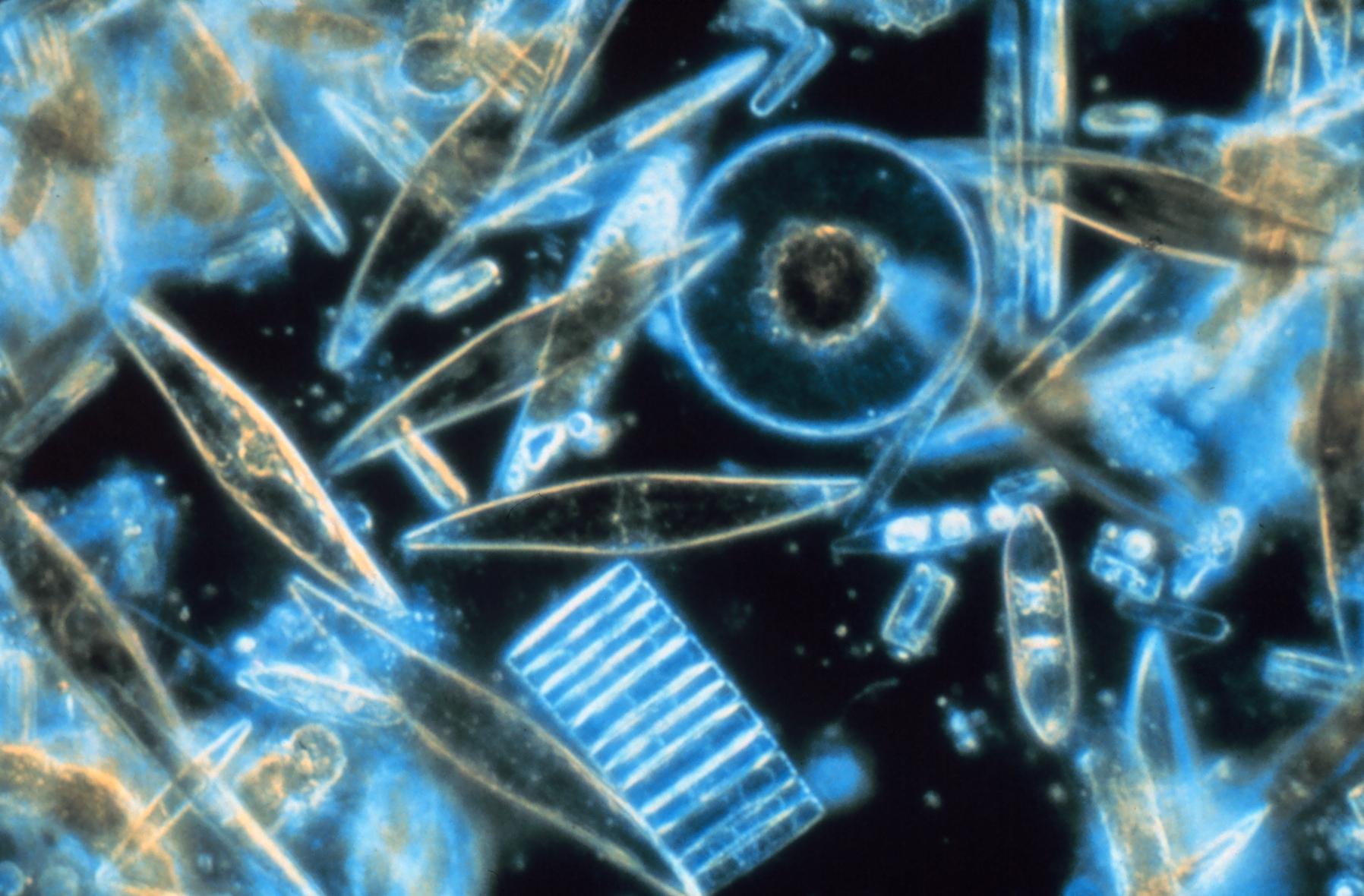
Elas são um grupo importante de algas, gerando cerca de 20% da produção de oxigênio mundial.
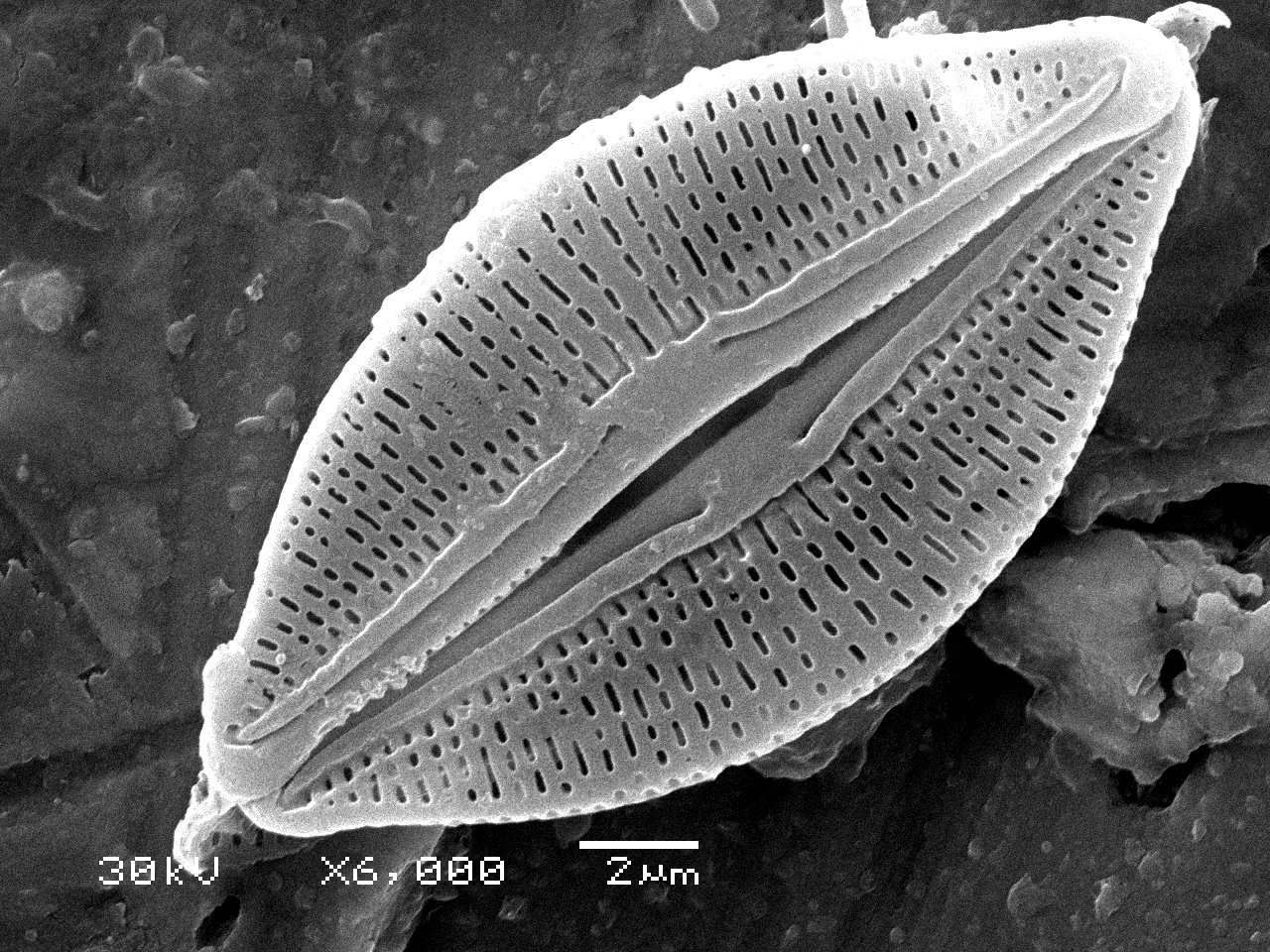
Diatomáceas possuem paredes celulares de vidro chamadas frústulas, feitas de sílica.
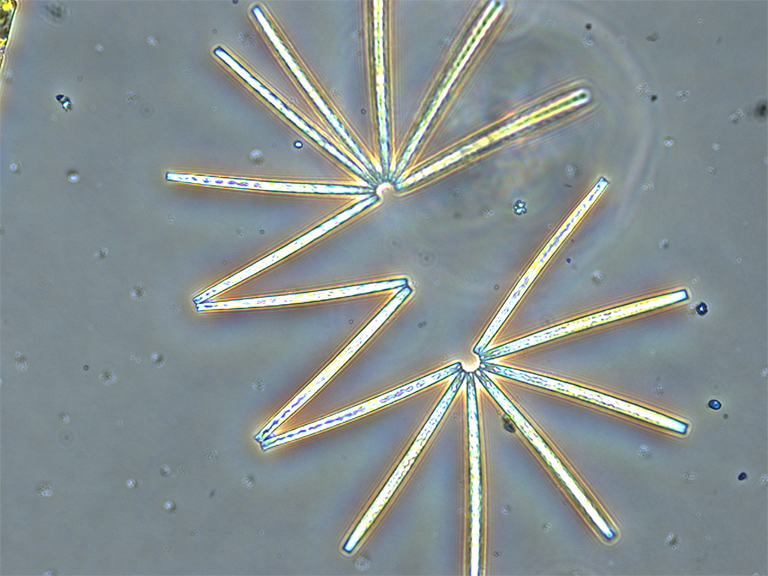
Diatomáceas ligadas em uma cadeia colonial.

Os cocolitoforídeos são de interesse para estudos sobre mudanças climáticas globais, pois, com o aumento da acidez oceânica, seus cocolitos podem se tornar ainda mais importantes como sumidouro de carbono. 

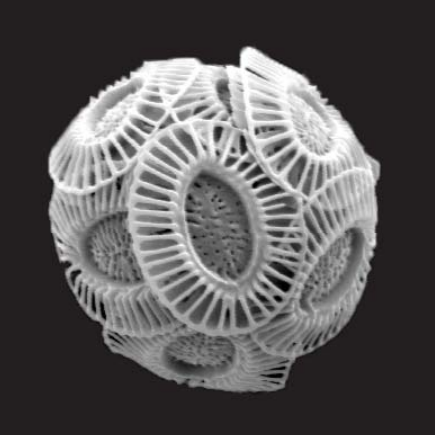
A abundante espécie Emiliania huxleyi.
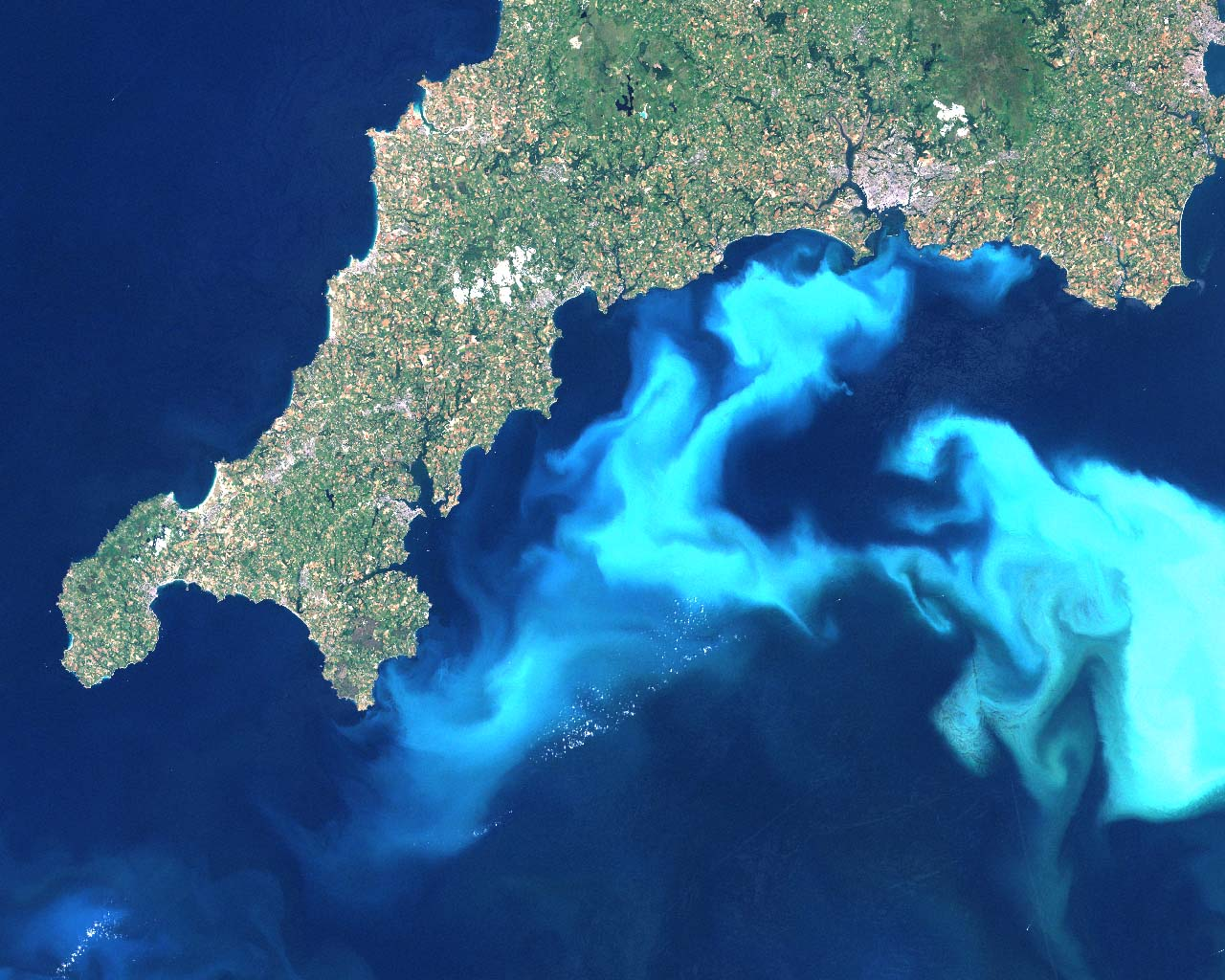
Floração de E. huxleyi no sul da Inglaterra.

A espécie mais abundante de cocolitoforídeo, Emiliania huxleyi, é um componente ubíquo da base planctônica nas teias alimentares marinhas. Estratégias de manejo estão sendo empregadas para prevenir florações de cocolitoforídeos relacionadas à eutrofização, pois essas florações levam a uma diminuição do fluxo de nutrientes para níveis mais profundos do oceano.

#### Dinoflagelados

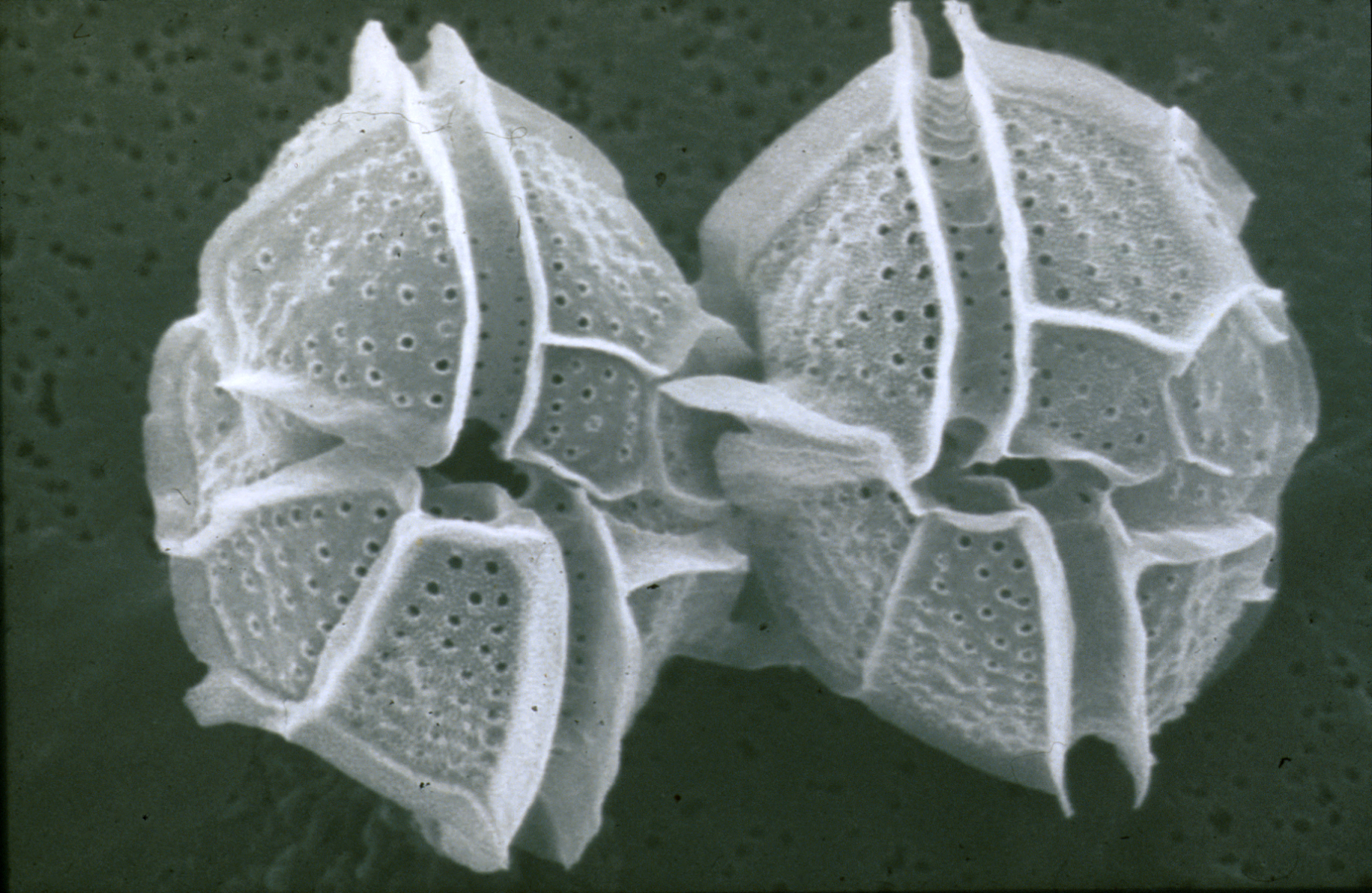
Dinoflagelados.
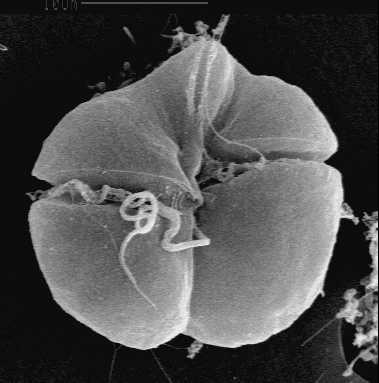
Karenia brevis produz marés vermelhas altamente tóxicas para humanos.
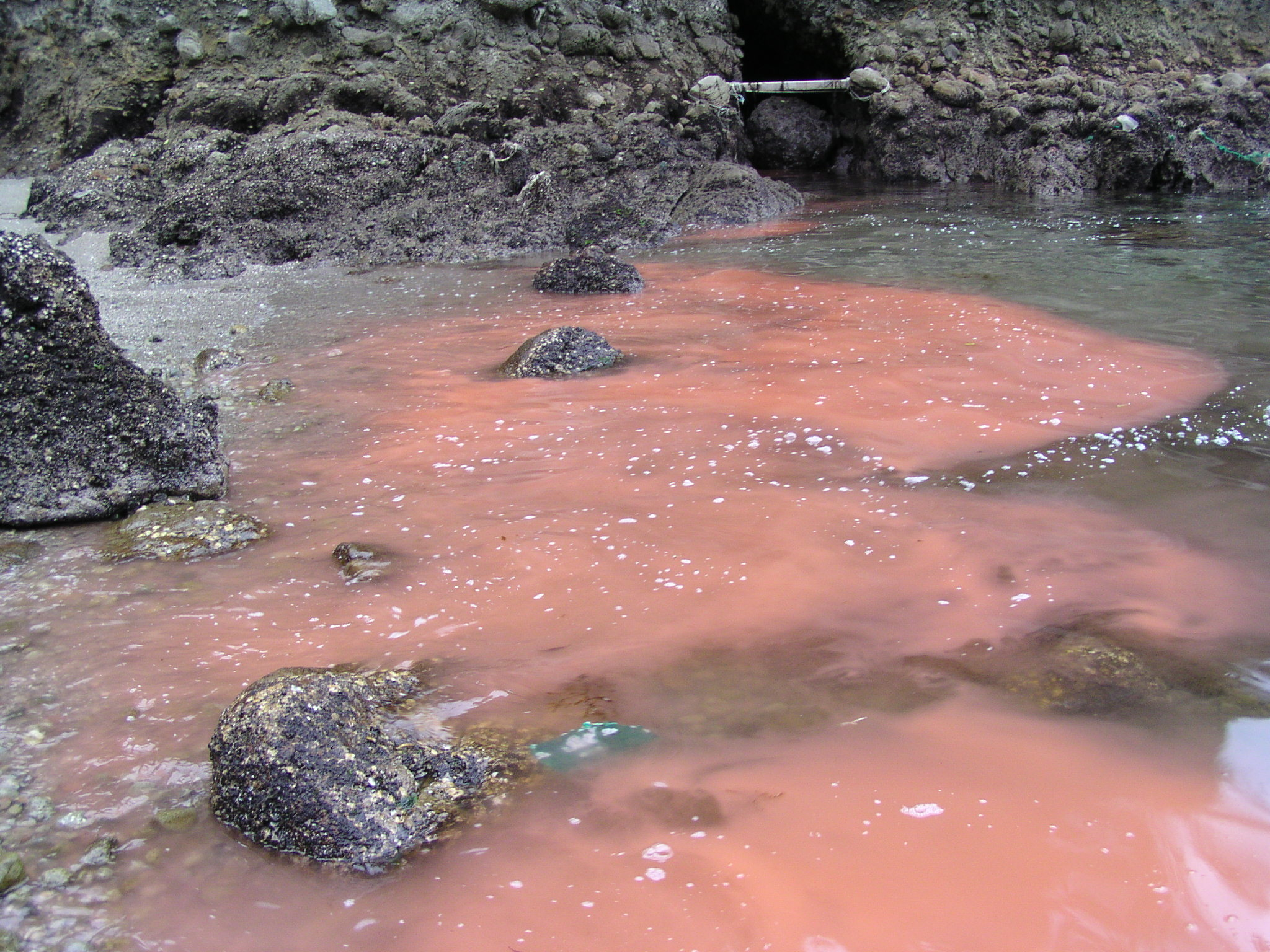
"Maré vermelha".

#### Algas mixotróficas

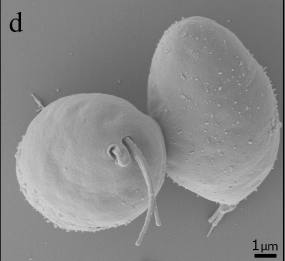
Diplonemídeos podem ser abundantes nos oceanos mundiais.

Tradicionalmente, a filogenia de micro-organismos, como os grupos de algas discutidos acima, era inferida e sua taxonomia estabelecida com base em estudos de morfologia. No entanto, avanços na filogenética molecular permitiram estabelecer as relações evolutivas das espécies por meio da análise de suas sequências de DNA e proteínas. Muitos táxons, incluindo os grupos de algas discutidos acima, estão em processo de reclassificação ou redefinição usando filogenética molecular. Desenvolvimentos recentes em sequenciamento molecular permitiram a recuperação de genomas diretamente de amostras ambientais, evitando a necessidade de cultivo. Isso levou, por exemplo, a uma rápida expansão no conhecimento da abundância e diversidade de micro-organismos marinhos. Técnicas moleculares, como metagenômica resolvida por genoma e genômica de célula única, estão sendo usadas em combinação com técnicas de alto rendimento.

Entre 2009 e 2013, a expedição "Tara Oceans" percorreu os oceanos do mundo coletando plâncton e analisando-o com técnicas moleculares contemporâneas. Eles encontraram uma vasta gama de algas fotossintéticas e mixotróficas previamente desconhecidas. Entre suas descobertas estavam os diplonemídeos [en]. Esses organismos são geralmente incolores e de forma oblonga, com cerca de 20 μm de comprimento e dois flagelos. Evidências de código de barras de DNA sugerem que os diplonemídeos podem estar entre os grupos de eucariotos marinhos mais abundantes e ricos em espécies.

### Por tamanho
As algas podem ser classificadas por tamanho como microalgas ou macroalgas.

#### Microalgas
As microalgas são os tipos microscópicos de algas, invisíveis a olho nu. Elas são majoritariamente espécies unicelulares que existem individualmente ou em cadeias ou grupos, embora algumas sejam multicelulares. As microalgas são componentes importantes dos protistas marinhos, bem como do fitoplâncton marinho. Elas são muito diversas. Estima-se que existam entre 200.000 e 800.000 espécies, das quais cerca de 50.000 foram descritas. Dependendo da espécie, seus tamanhos variam de alguns micrômetros (μm) a algumas centenas de micrômetros. Elas são especialmente adaptadas a um ambiente dominado por forças viscosas.

Algumas microalgas
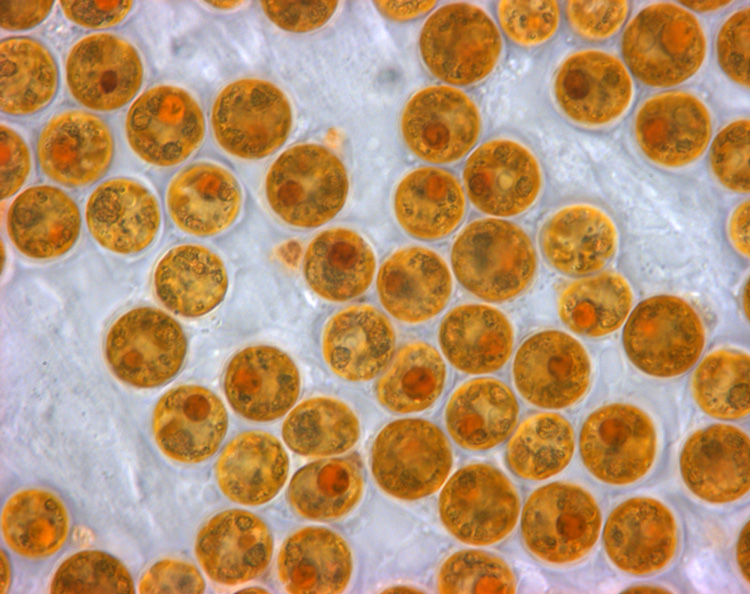
Zooxantelas são algas fotossintéticas que vivem dentro de hospedeiros como corais.
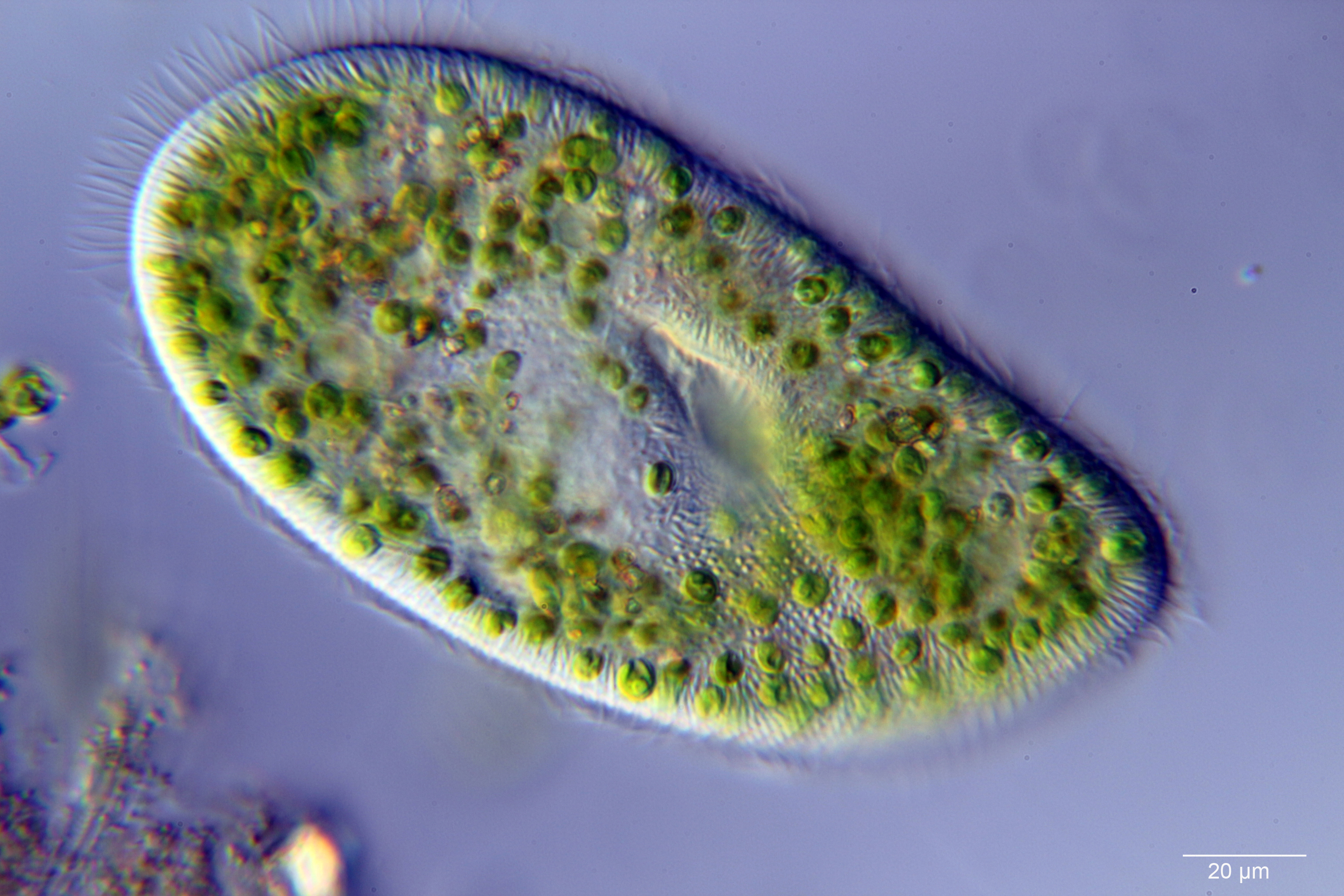
Um ciliado unicelular com zooclorelas verdes vivendo endossimbioticamente dentro dele.
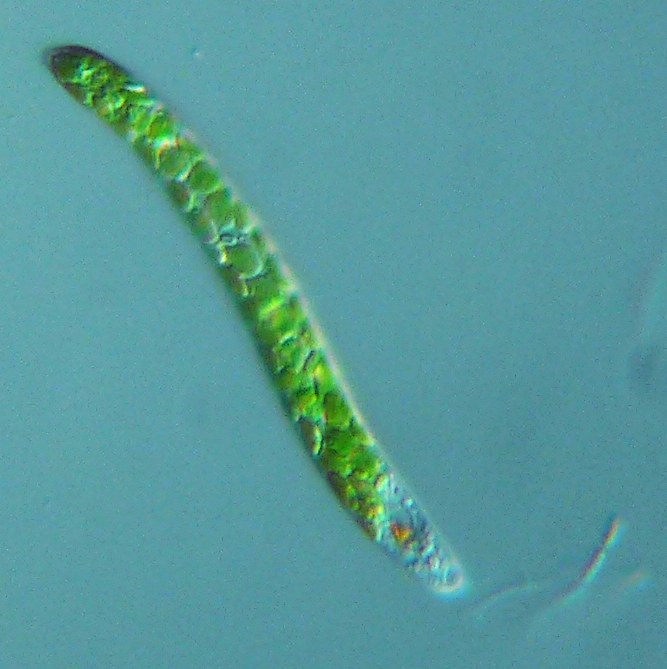
Euglena mutabilis, um flagelado fotossintético.

#### Macroalgas

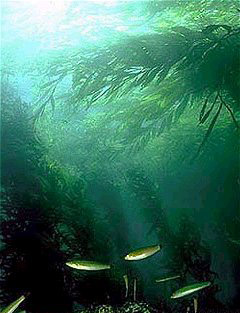
Florestas de algas estão entre os ecossistemas mais produtivos da Terra.

As macroalgas são os tipos maiores, multicelulares e mais visíveis de algas, comumente chamadas de algas marinhas. Essas algas geralmente crescem em águas costeiras rasas, onde estão ancoradas ao fundo do mar por uma estrutura parecida com raízes. Algas marinhas que se soltam podem ser levadas para as praias. As algas do grupo Laminariales, conhecidas no inglês como "Kelp", são grandes algas castanhas que formam florestas subaquáticas, cobrindo cerca de 25% das costas mundiais. Elas estão entre os ecossistemas mais produtivos e dinâmicos da Terra. Algumas algas do gênero Sargassum são planctônicas (flutuantes livres) e formam derivações flutuantes. Assim como as microalgas, as macroalgas (algas marinhas) são tecnicamente protistas marinhos, pois não são plantas verdadeiras.

Uma macroalga é uma forma macroscópica de alga vermelha, castanha ou verde.

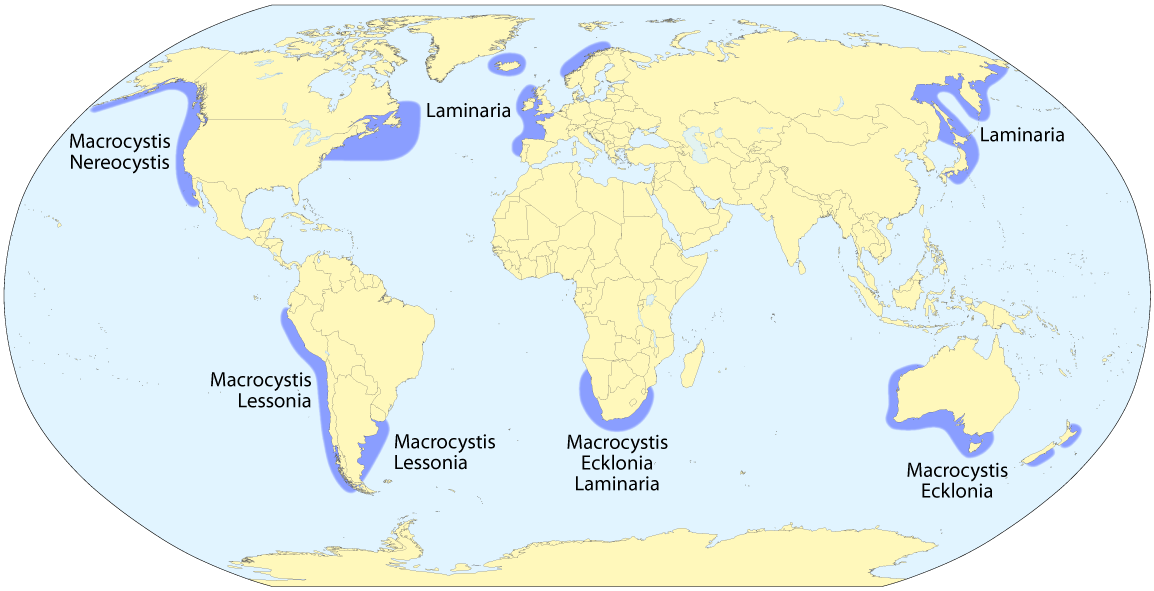
Distribuição global das florestas de algas.

Algumas macroalgas
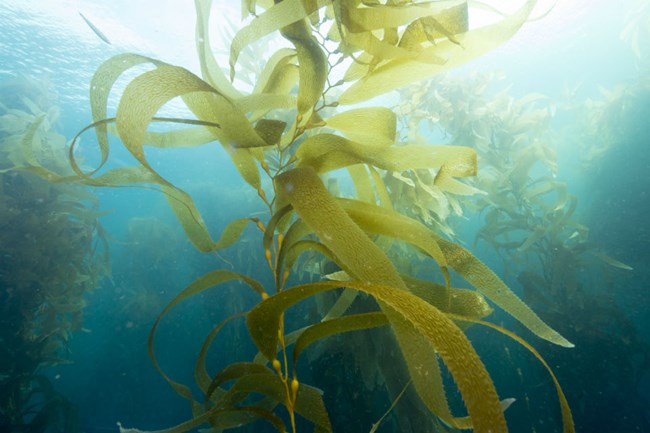
Macrocystis,uma alga gigante, é tecnicamente um protista, pois não é uma planta verdadeira, mas é multicelular e pode crescer até 50 m.
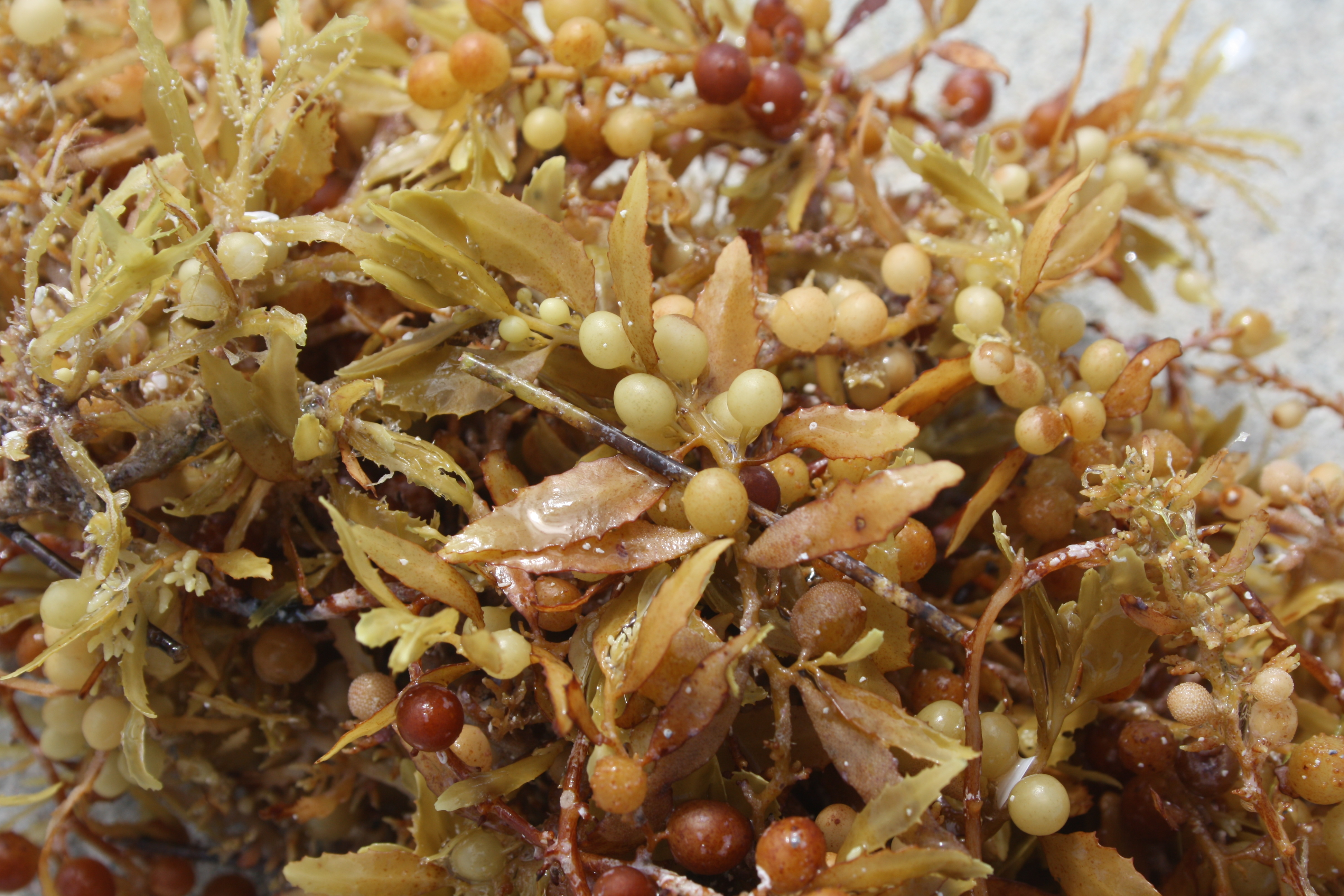
Sargassum é uma alga castanha com bexigas de ar que ajudam na flutuação.
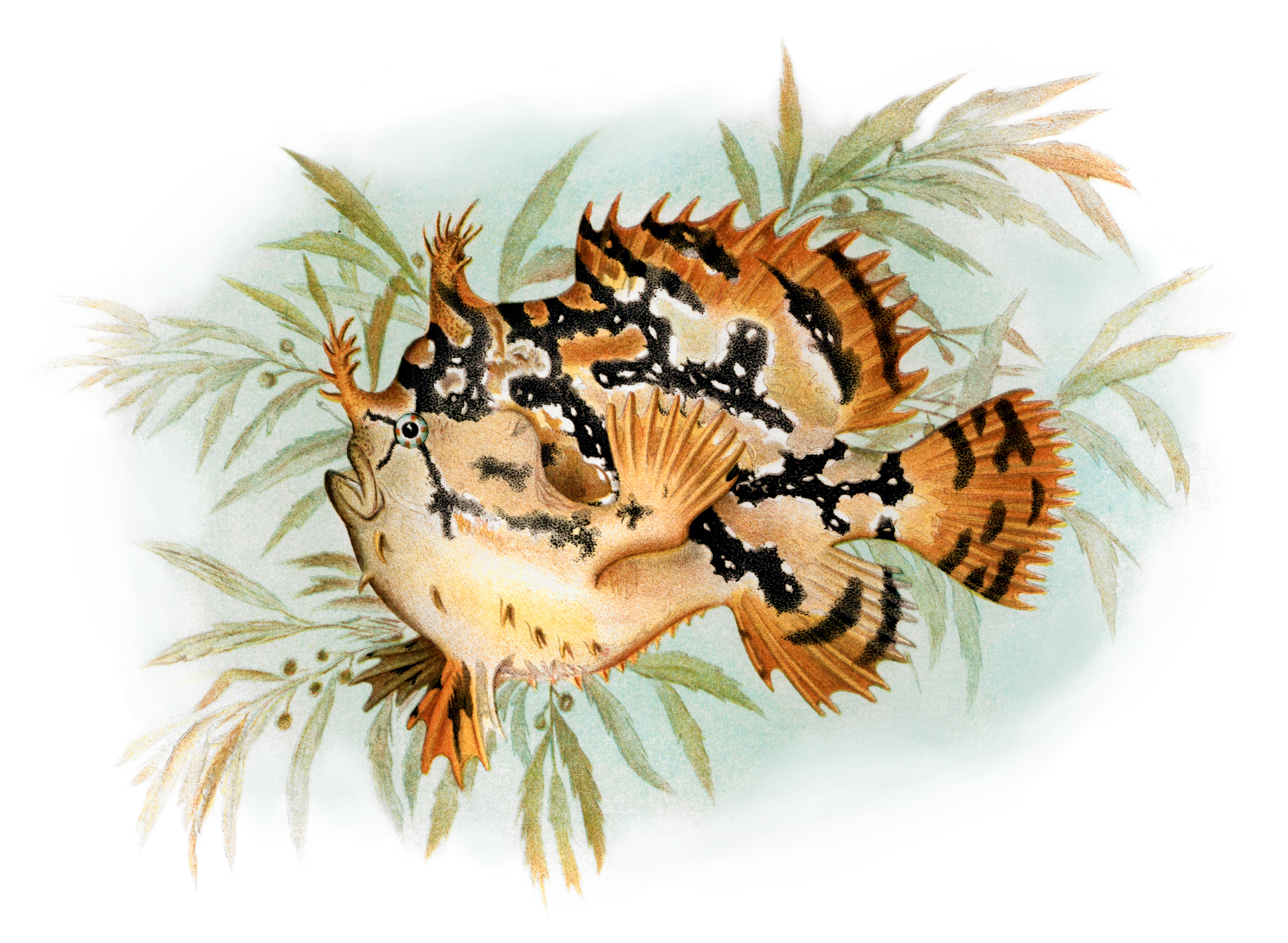
Peixes-sargaço são camuflados para viver entre algas Sargassum flutuantes.
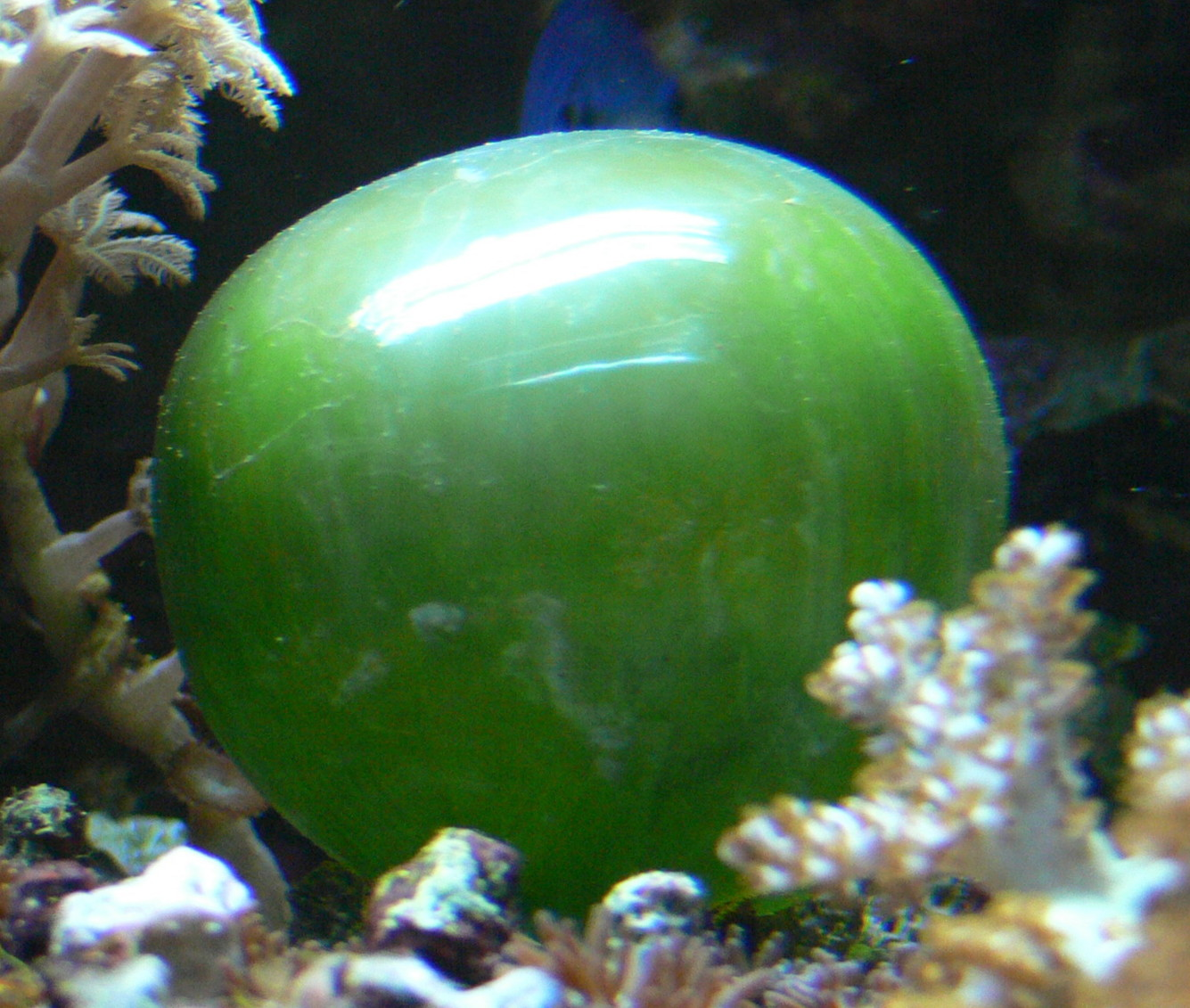
Alga unicelular Valonia ventricosa [en]  vive em zonas entremarés e pode ter 4 cm de diâmetro.

## Evolução das plantas terrestres

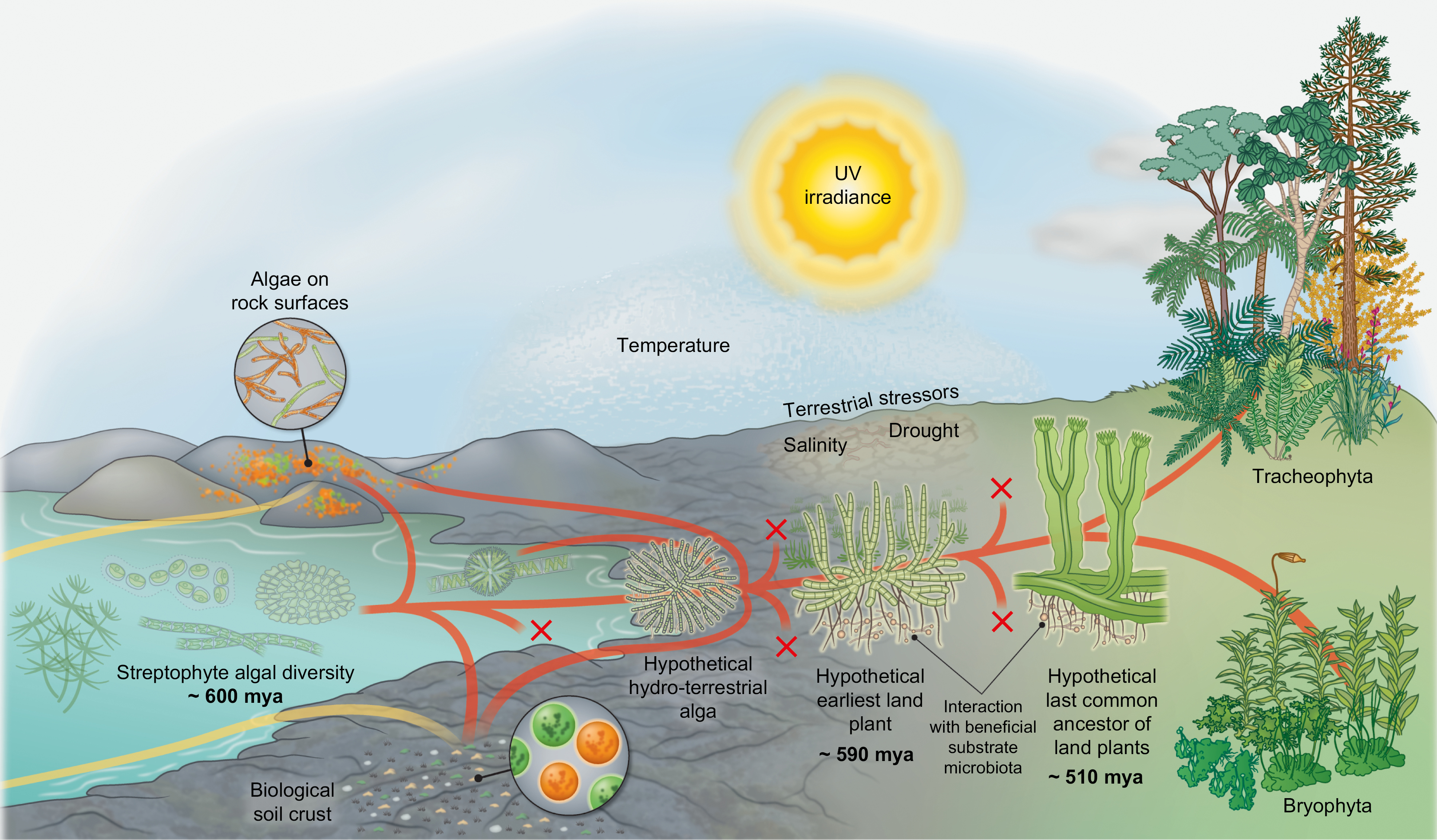
As primeiras plantas terrestresUm cenário evolutivo para a conquista da terra por estreptófitas. A datação é aproximadamente baseada em Morris et al., 2018.

O diagrama à direita mostra um cenário evolutivo para a conquista da terra por estreptófitas. As algas estreptófitas incluem todas as algas verdes e são os únicos eucariotos fotossintéticos dos quais a flora terrestre macroscópica evoluiu (linhas vermelhas do diagrama). Apesar disso, ao longo da evolução, algas de várias outras linhagens colonizaram a terra (linhas amarelas) — mas também as algas estreptófitas fizeram a transição do ambiente úmido para o seco de forma contínua e independente (convergência de vermelho e amarelo). Ao longo da história, numerosas linhagens tornaram-se extintas (marcados por X).
Algas terrestres de diversas afiliações taxonômicas habitam superfícies rochosas e formam a crosta biológica do solo. No entanto, da diversidade das algas estreptófitas parafiléticas, surgiu um organismo cujos descendentes eventualmente conquistaram a terra em escala global: provavelmente uma alga filamentosa ramificada — ou até mesmo parenquimática — que formava estruturas rizoicas e enfrentava dessecação ocasionalmente. Dessa "alga hipotética hidroterrestre", surgiram as linhagens de Zygnematophyceae e embriófitas (plantas terrestres). No início desse processo, a trajetória que levou às embriófitas foi representada pelas — agora extintas — primeiras plantas terrestres.
As primeiras plantas terrestres provavelmente interagiram com substratos benéficos de microbiota que as ajudaram a obter nutrientes do substrato. Além disso, as primeiras plantas terrestres tiveram que superar uma série de estressores terrestres (incluindo luz ultravioleta e irradiância fotossinteticamente ativa, seca, mudanças drásticas de temperatura, etc.). Elas tiveram sucesso porque possuíam o conjunto certo de características — uma mistura de adaptações selecionadas em seus ancestrais de algas hidroterrestres, exaptações e o potencial para co-opção de um conjunto fortuito de genes e vias.

Durante o curso da evolução, alguns membros das populações das primeiras plantas terrestres adquiriram características adaptativas em ambientes terrestres (como alguma forma de condução de água, estruturas semelhantes a estômatos, embriões, etc.); eventualmente, o "ancestral comum mais recente hipotético das plantas terrestres" surgiu. Deste ancestral, evoluíram as briófitas e traqueófitas existentes. Embora o repertório exato de características do ancestral comum mais recente hipotético das plantas terrestres seja incerto, ele certamente incluiu propriedades de plantas vasculares e não vasculares. Também é certo que o ancestral comum mais recente das plantas terrestres possuía características de ancestralidade algal.

## Plantas marinhas

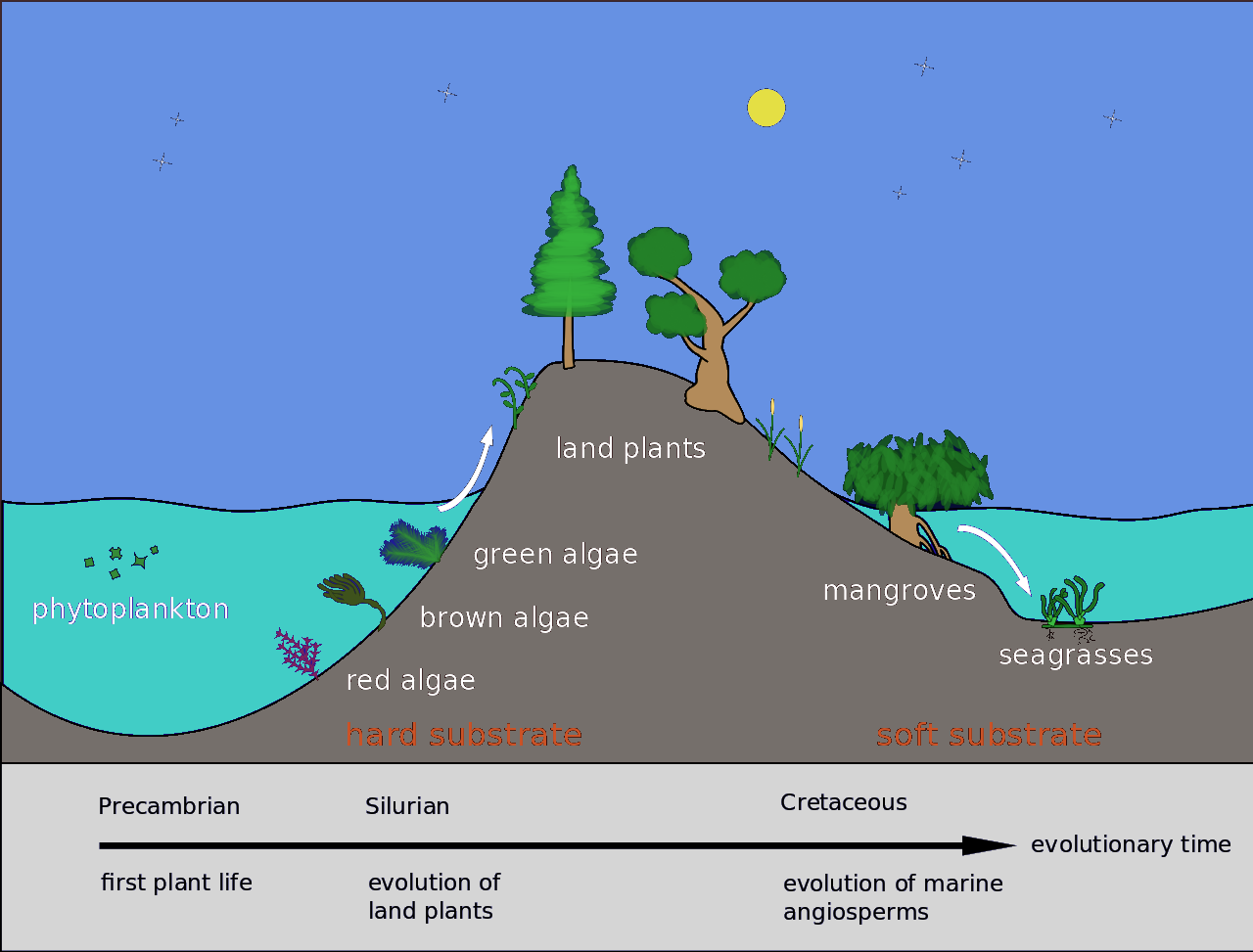
Evolução de manguezais e ervas marinhas.

No período Siluriano, alguns fitoplanctons evoluíram para algas vermelhas, castanhas e verdes. As algas verdes então invadiram a terra e começaram a evoluir para as plantas terrestres que conhecemos hoje. Mais tarde, no Cretáceo, algumas dessas plantas terrestres retornaram ao mar como manguezais e ervas marinhas.
A vida vegetal pode prosperar nas águas salobras de estuários, onde manguezais e capins Ammophila ou Spartina podem crescer. Plantas com flores crescem em águas rasas arenosas na forma de pradarias de ervas marinhas, os manguezais alinham a costa em regiões tropicais e subtropicais e plantas tolerantes ao sal prosperam em sapais regularmente inundados. Todos esses habitats são capazes de sequestrar grandes quantidades de carbono e suportar uma gama biodiversa de vida animal maior e menor. As plantas marinhas podem ser encontradas em zonas entremarés e águas rasas, como ervas marinhas, Zostera e Thalassia. Essas plantas adaptaram-se à alta salinidade do ambiente oceânico.
A luz só consegue penetrar os primeiros 200 m da superfície do mar, sendo esta a única parte onde as plantas podem crescer. As camadas superficiais frequentemente carecem de compostos nitrogenados biologicamente ativos. O ciclo do nitrogênio marinho consiste em transformações microbianas complexas que incluem a fixação de nitrogênio, sua assimilação, nitrificação, anammox e desnitrificação. Alguns desses processos ocorrem em águas profundas, de modo que onde há ressurgência de águas frias, e também perto de estuários onde nutrientes de origem terrestre estão presentes, o crescimento vegetal é maior. Isso significa que as áreas mais produtivas, ricas em plâncton e, portanto, também em peixes, são principalmente costeiras.

### Manguezais
Os manguezais fornecem habitats de berçário importantes para a vida marinha, atuando como locais de esconderijo e forrageamento para formas larvais e juvenis de peixes maiores e invertebrados. Com base em dados de satélite, a área total mundial de florestas de mangue foi estimada em 2010 como 134.257 km².

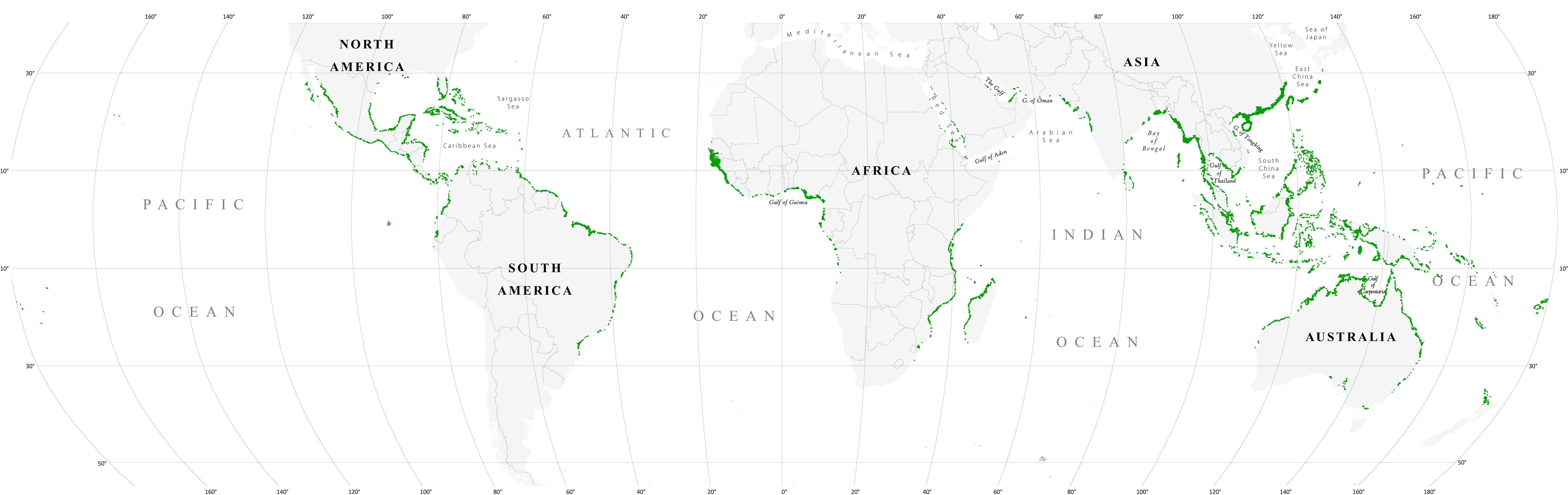
Distribuição dos mangues globais em 2000.

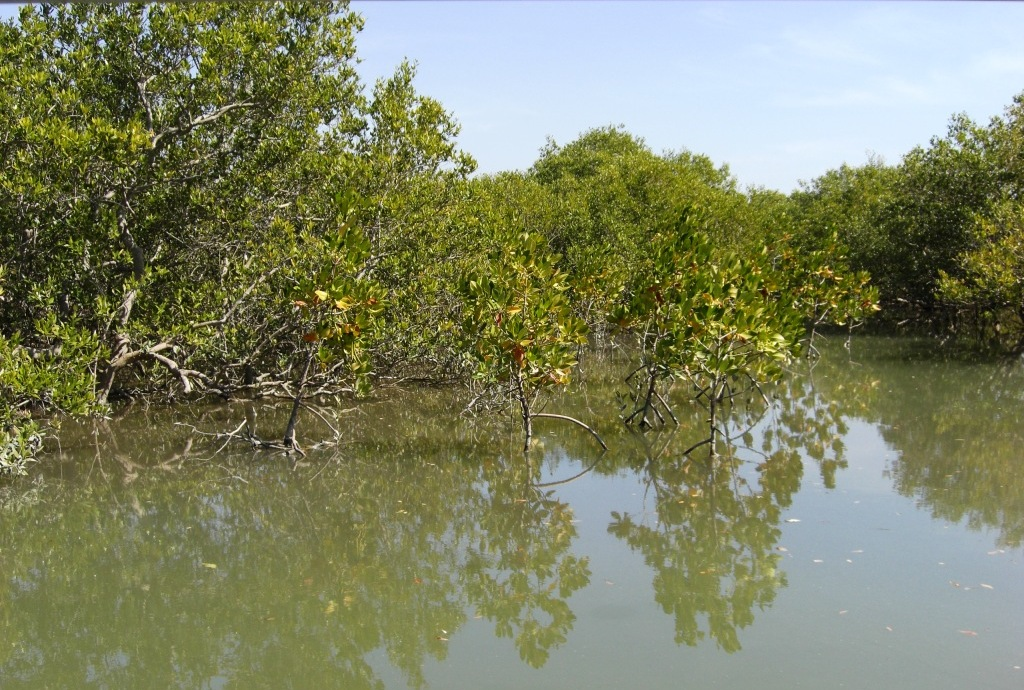
Manguezais

### Ervas marinhas

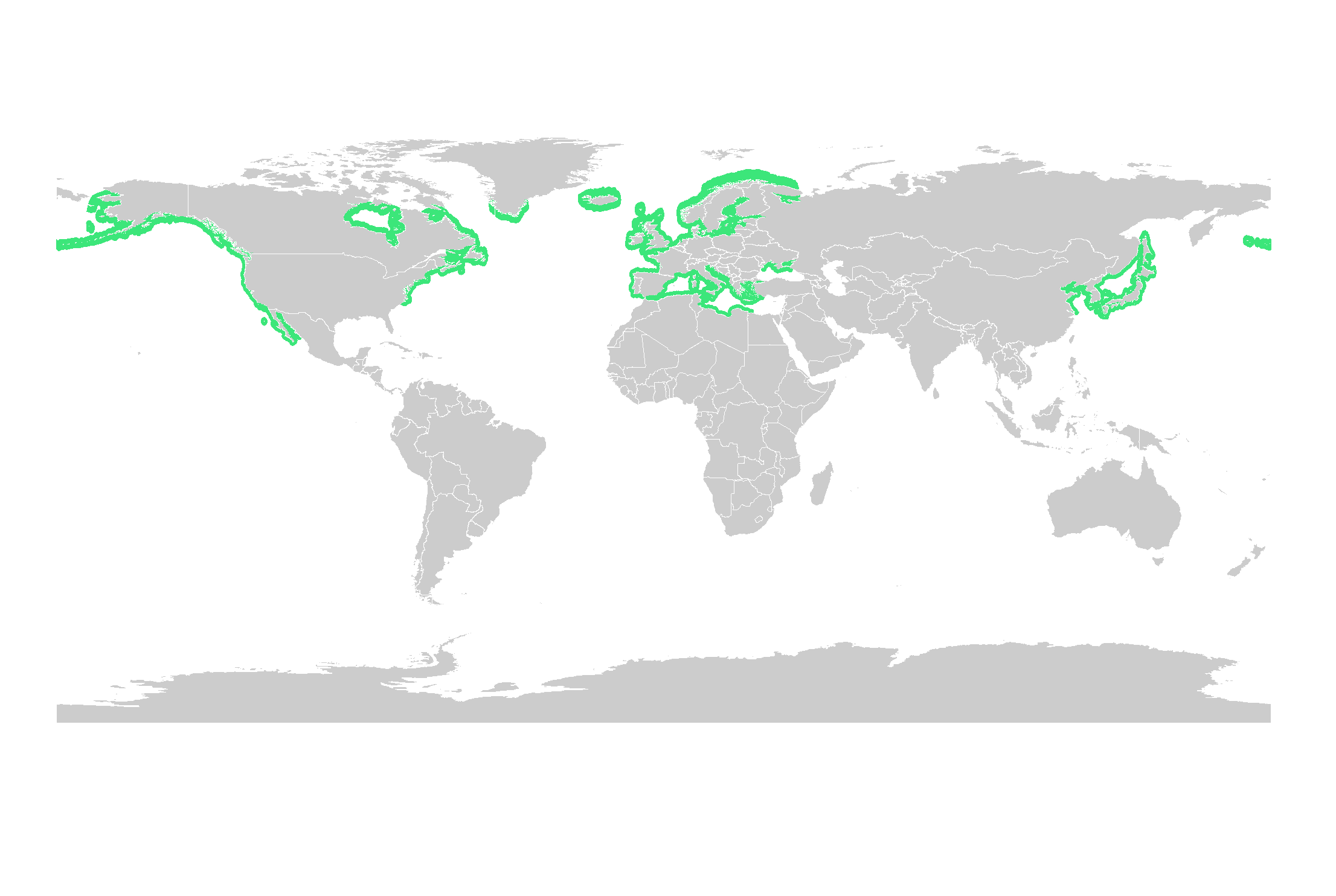
Distribuição da erva marinha Zostera marina segundo dados da [https://www.iucnredlist.org/species/153538/4516675 IUCN.

Assim como os manguezais, as ervas marinhas fornecem habitats de berçário importantes para formas larvais e juvenis de peixes maiores e invertebrados. A área total mundial de pradarias de ervas marinhas é mais difícil de determinar do que as
florestas de manguezal, mas foi estimada conservadoramente em 2003 como 177.000 km².

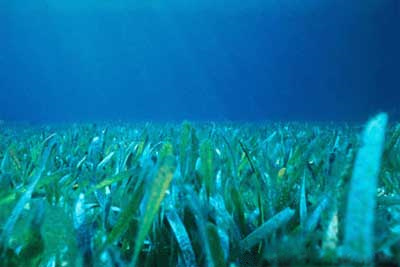
Pradaria de ervas marinhas
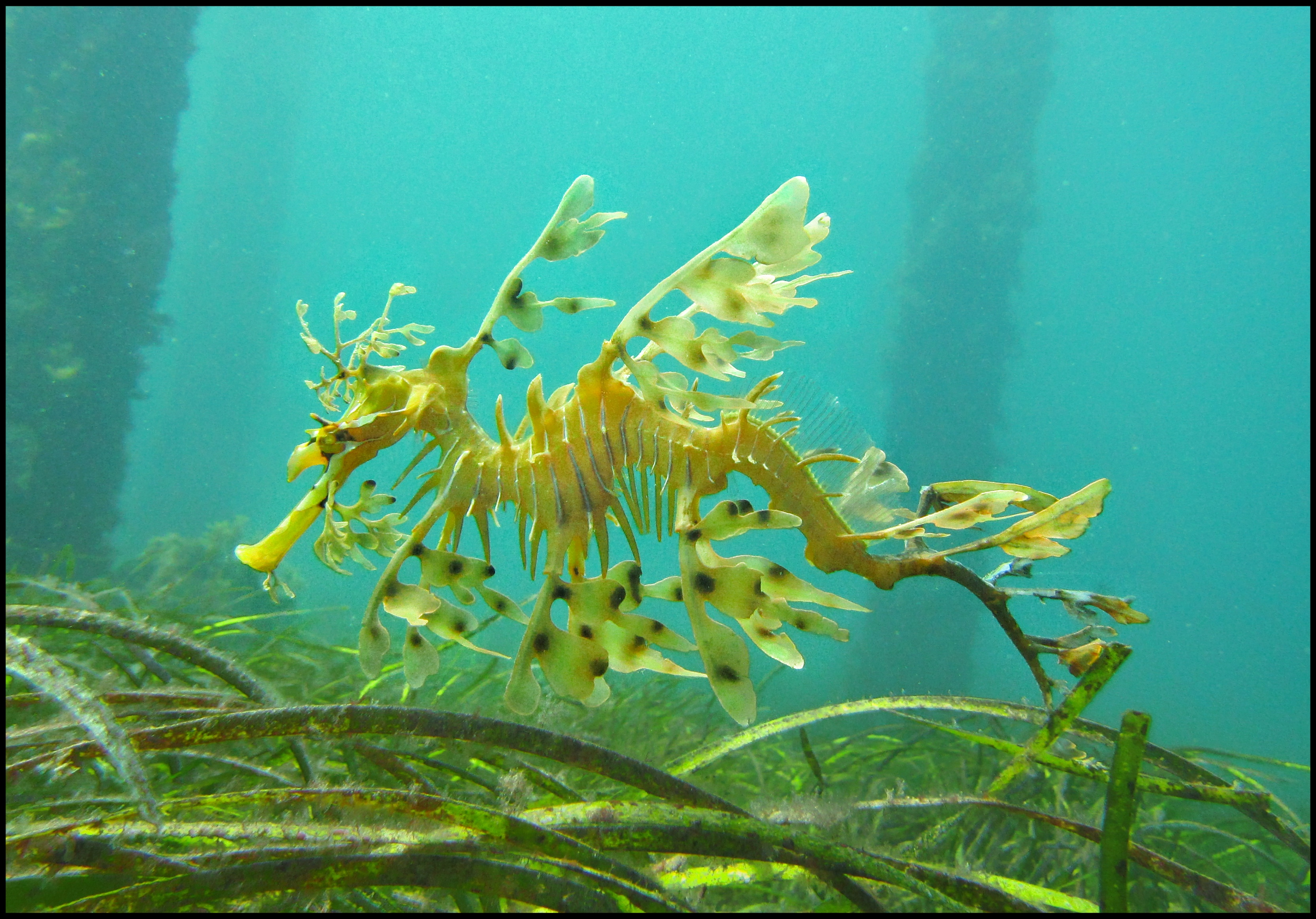
Dragões-marinhos camuflados para parecerem algas marinhas flutuantes vivem em florestas de algas e pradarias de ervas marinhas.

### Estequiometria
A estequiometria (medição de reagentes químicos e produtos) da produção primária no oceano superficial desempenha um papel crucial na ciclagem de elementos no oceano [en] global. A proporção entre os elementos carbono (C), nitrogênio (N) e fósforo (P) na matéria orgânica exportada, expressa em termos da razão C:N:P, ajuda a determinar quanto carbono atmosférico é sequestrado no oceano profundo em relação à disponibilidade de nutrientes limitantes.
Em escala de tempo geológico, a razão N:P reflete a disponibilidade relativa de nitrato em relação ao fosfato, ambos fornecidos externamente da atmosfera por fixação de nitrogênio e/ou dos continentes por suprimento fluvial, e perdidos por desnitrificação e soterramento. Em escalas de tempo mais curtas, a estequiometria média da matéria orgânica particulada [en] exportada reflete a estequiometria elementar do fitoplâncton, com influências adicionais da diversidade biológica e do processamento secundário de matéria orgânica por zooplâncton e bactérias heterótrofas. Diante das mudanças globais, entender e quantificar os mecanismos que levam à variabilidade nas razões C:N:P é crucial para uma projeção precisa das futuras mudanças climáticas.
Uma questão fundamental não resolvida é o que determina o C:N:P de fitoplanctons individuais. O fitoplâncton cresce na camada superior iluminada do oceano, onde a quantidade de nutrientes inorgânicos, luz e temperatura varia espacial e temporalmente. Estudos de laboratório mostram que essas flutuações desencadeiam respostas no nível celular, nas quais as células modificam a alocação de recursos para se adaptar de forma ideal ao seu ambiente. Por exemplo, o fitoplâncton pode alterar a alocação de recursos entre o aparato biossintético rico em P, o aparato de captação de luz rico em N e as reservas de armazenamento de energia ricas em C.
Sob um cenário típico de aquecimento futuro, espera-se que o oceano global passe por mudanças na disponibilidade de nutrientes, temperatura e irradiância. Essas mudanças provavelmente terão efeitos profundos na fisiologia do fitoplâncton, e observações mostram que espécies de fitoplâncton competitivas podem se aclimatar e adaptar a mudanças em temperatura, irradiância e nutrientes em escalas decenais.
Numerosos experimentos de laboratório e de campo foram conduzidos para estudar a relação entre a razão C:N:P do fitoplâncton e os fatores ambientais. No entanto, é desafiador sintetizar esses estudos e generalizar a resposta do C:N:P do fitoplâncton às mudanças nos fatores ambientais. Estudos individuais utilizam diferentes conjuntos de análises estatísticas para caracterizar os efeitos do(s) fator(es) ambiental(is) nas razões elementares, variando de um simples teste t a modelos mistos mais complexos, o que torna as comparações entre estudos desafiadoras. Além disso, como as mudanças de características induzidas pelo ambiente são impulsionadas por uma combinação de plasticidade (aclimatação), adaptação e história de vida, as respostas estequiométricas do fitoplâncton podem ser variáveis mesmo entre espécies intimamente relacionadas.
A meta-análise/revisão sistemática é uma estrutura estatística poderosa para sintetizar e integrar resultados de pesquisas obtidos de estudos independentes e para descobrir tendências gerais. A síntese seminal de Geider e La Roche em 2002, bem como o trabalho mais recente de Persson et al. em 2010, mostraram que C:P e N:P podem variar até um fator de 20 entre células repletas de nutrientes e células limitadas por nutrientes. Esses estudos também mostraram que a razão C:N pode ser moderadamente plástica devido à limitação de nutrientes. Um estudo de meta-análise de Hillebrand et al. em 2013 destacou a importância da taxa de crescimento na determinação da estequiometria elementar e mostrou que as razões C:P e N:P diminuem com o aumento da taxa de crescimento. Em 2015, Yvon-Durocher et al. investigaram o papel da temperatura na modulação de C:N:P. Embora seu conjunto de dados fosse limitado a estudos realizados antes de 1996, eles mostraram uma relação estatisticamente significativa entre C:P e aumento de temperatura. MacIntyre et al. (2002) e Thrane et al. (2016) mostraram que a irradiância desempenha um papel importante no controle das razões celulares ótimas de C:N e N:P. Mais recentemente, Moreno e Martiny (2018) forneceram um resumo abrangente de como as condições ambientais regulam a estequiometria celular a partir de uma perspectiva fisiológica.

A estequiometria elementar do fitoplâncton marinho desempenha um papel crítico nos ciclos biogeoquímicos globais por meio de seu impacto na ciclagem de nutrientes, produção secundária e exportação de carbono. Embora extensos experimentos de laboratório tenham sido realizados ao longo dos anos para avaliar a influência de diferentes fatores ambientais na composição elementar do fitoplâncton, uma avaliação quantitativa abrangente dos processos ainda está faltando. Aqui, as respostas das razões P:C e N:C do fitoplâncton marinho foram sintetizadas para cinco principais fatores (fósforo inorgânico, nitrogênio inorgânico, ferro inorgânico, irradiância e temperatura) por uma meta-análise de dados experimentais em 366 experimentos de 104 artigos de revistas. Esses resultados mostram que a resposta dessas razões às mudanças em macronutrientes é consistente em todos os estudos, onde o aumento na disponibilidade de nutrientes está positivamente relacionado às mudanças nas razões P:C e N:C. Os resultados mostram que o fitoplâncton eucariótico é mais sensível às mudanças em macronutrientes em comparação com os procariotos, possivelmente devido ao seu maior tamanho celular e suas capacidades de regular rapidamente seus padrões de expressão gênica. O efeito da irradiância foi significativo e constante em todos os estudos, onde um aumento na irradiância diminuiu tanto P:C quanto N:C. A razão P:C diminuiu significativamente com o aquecimento, mas a resposta às mudanças de temperatura foi mista, dependendo do modo de crescimento da cultura e da fase de crescimento no momento da colheita. Junto com outras condições oceanográficas dos giros subtropicais (por exemplo, baixa disponibilidade de macronutrientes), a temperatura elevada pode explicar por que P:C é consistentemente baixo nos oceanos subtropicais. A adição de ferro não alterou sistematicamente nem P:C nem N:C.

## Linha do tempo evolutiva

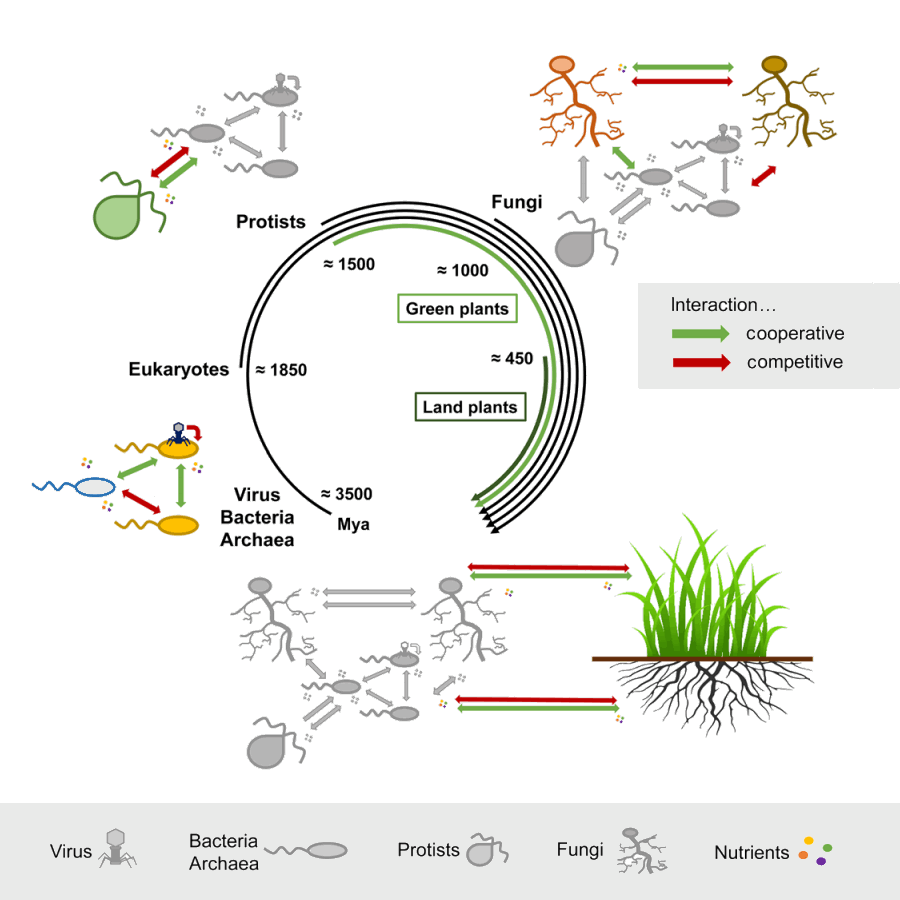
Linha do tempo evolutiva das interações entre micróbios e plantas. Interações microbianas delineadas em escala evolutiva, mostrando interações planta-micróbio que ocorrem há relativamente pouco tempo em comparação com as interações mais ancestrais entre bactérias ou entre diferentes reinos microbianos. São mostradas interações competitivas (vermelho) e cooperativas (verde) dentro e entre reinos microbianos. Mya, milhões de anos atrás.Divergência evolutiva estimada a partir de Lücking et al., 2009 e Heckmanet al., 2001.

O "relógio biogeológico" da Terra